# María I de Escocia
María I, de nombre María Estuardo (en inglés: Mary Stuart, Mary Stewart o Marie Steuart; 8 de diciembre de 1542-8 de febrero de 1587), fue reina de Escocia del 14 de diciembre de 1542 al 24 de julio de 1567. Única hija legítima de Jacobo V, con seis días de edad sucedió a su padre en el trono escocés. Pasó la mayor parte de su infancia en Francia, mientras Escocia era gobernada por regentes. En 1558 se desposó con el delfín Francisco, quien ascendió al trono francés en 1559. María fue brevemente reina consorte de Francia hasta la muerte repentina de Francisco en diciembre de 1560. Ya viuda, regresó a su tierra el 19 de agosto de 1561. Cuatro años más tarde, se casó con su primo hermano Enrique Estuardo, Lord Darnley, con quien, en junio de 1566, tuvo su único hijo, Jacobo.
En febrero de 1567, la residencia de su consorte fue destruida por una explosión y Enrique fue encontrado asesinado en el jardín. Se pensó que James Hepburn había orquestado el asesinato, pero fue absuelto de los cargos en abril de 1567 y, al mes siguiente, se unió en matrimonio con la viuda. 
Después de una sublevación contra ella, fue encerrada en el castillo de Lochleven. El 24 de julio de 1567 la forzaron a abdicar a favor de su hijo de un año de edad. Tras un intento fallido de recuperar el trono, huyó hacia Inglaterra en busca de la protección de su prima Isabel I, reina de Inglaterra. Antes de llegar a Inglaterra, María ya había reclamado derechos al trono inglés y muchos católicos ingleses la consideraban la legítima soberana, entre ellos los participantes en una rebelión conocida como el Levantamiento del Norte. Al percibirla como una amenaza, Isabel I la confinó en varios castillos y palacios señoriales en el interior del país. Después de dieciocho años y medio bajo custodia, María fue declarada culpable de conspirar para asesinar a la reina inglesa en 1586. Fue decapitada al año siguiente en el castillo de Fotheringhay.

## Primeros años y ascenso al trono

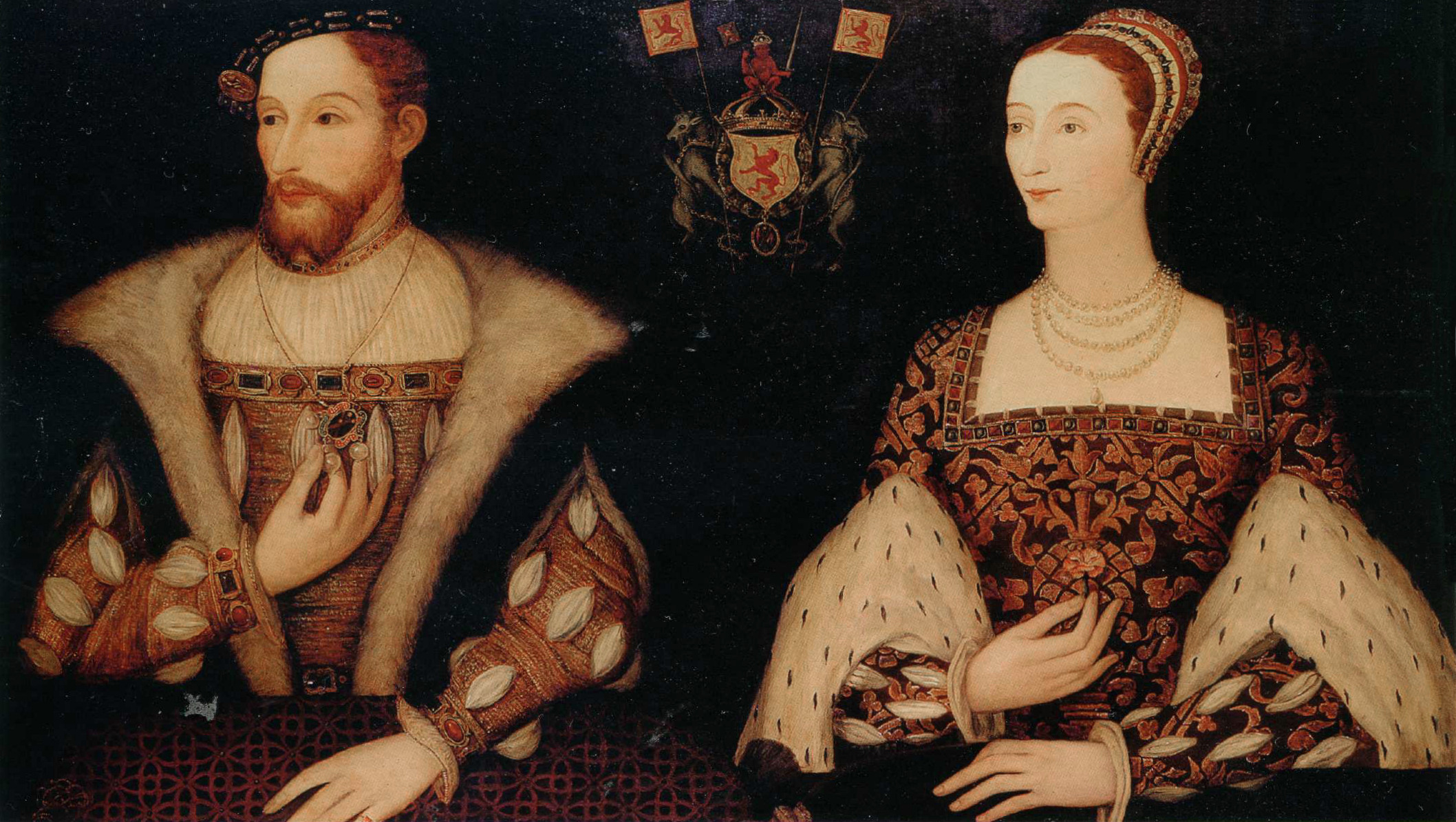
Sus padres Jacobo V de Escocia y María de Guisa. El monarca escocés falleció seis días después de que naciera su hija, quien fue proclamada reina.

María nació el 8 de diciembre de 1542 en el palacio de Linlithgow (Escocia). Era hija del rey escocés Jacobo V y su segunda esposa francesa, María de Guisa, que unos años antes había provocado un escándalo por su negativa a convertirse en la cuarta esposa del soberano inglés Enrique VIII. Según algunas fuentes, nació prematuramente. Era la única hija legítima del rey. María era sobrina nieta de Enrique VIII, ya que su abuela paterna Margarita Tudor era hermana de él. El 14 de diciembre, seis días después de su nacimiento, fue proclamada reina de Escocia, tras la muerte de su padre, probablemente por los efectos de un colapso nervioso después de la batalla de Solway Moss o por beber agua sucia durante la campaña.
Una leyenda popular, registrada por primera vez por John Knox, afirma que Jacobo V, al oír en su lecho de muerte que su esposa había dado a luz a una hija, exclamó con tristeza: «¡Vino de una muchacha y acabará en una muchacha!» (It cam wi' a lass and it will gang wi' a lass!). La casa de Estuardo había obtenido el trono escocés por el matrimonio de Marjorie Bruce —hija de Roberto I Bruce— con Walter Stewart, VI gran senescal de Escocia. Por ello, Jacobo V se refería a que la Corona había llegado a la familia a través de una mujer y la perdería por una mujer. Esta declaración legendaria surgió en realidad mucho más tarde, no por María, sino de una de sus descendientes, la reina Ana.
María fue bautizada en la cercana iglesia de St. Michael poco después de nacer. Se esparcieron rumores de que era débil y frágil, pero un diplomático inglés, Ralph Sadler, vio a la bebé en el palacio de Linlithgow en marzo de 1543, desenvuelta por su enfermera, y escribió al rey Enrique VIII: «es tan hermosa la niña tal como la he visto para su edad y cuánto le gusta vivir». Debido a su minoría de edad, Escocia fue gobernada por regentes hasta que alcanzara la adultez. Desde el principio, hubo dos reclamaciones a la regencia: una del cardenal católico David Beaton y otra del protestante James Hamilton, II conde de Arran, el segundo en la línea de sucesión al trono escocés. La reclamación de Beaton se basaba en una versión de la última voluntad del rey, pero que sus oponentes descartaron como una falsificación. Con el apoyo de sus amigos y familiares, el conde de Arran ocupó la regencia hasta 1554, cuando la reina madre logró destituirlo y tomar el poder.

## Tratado de Greenwich

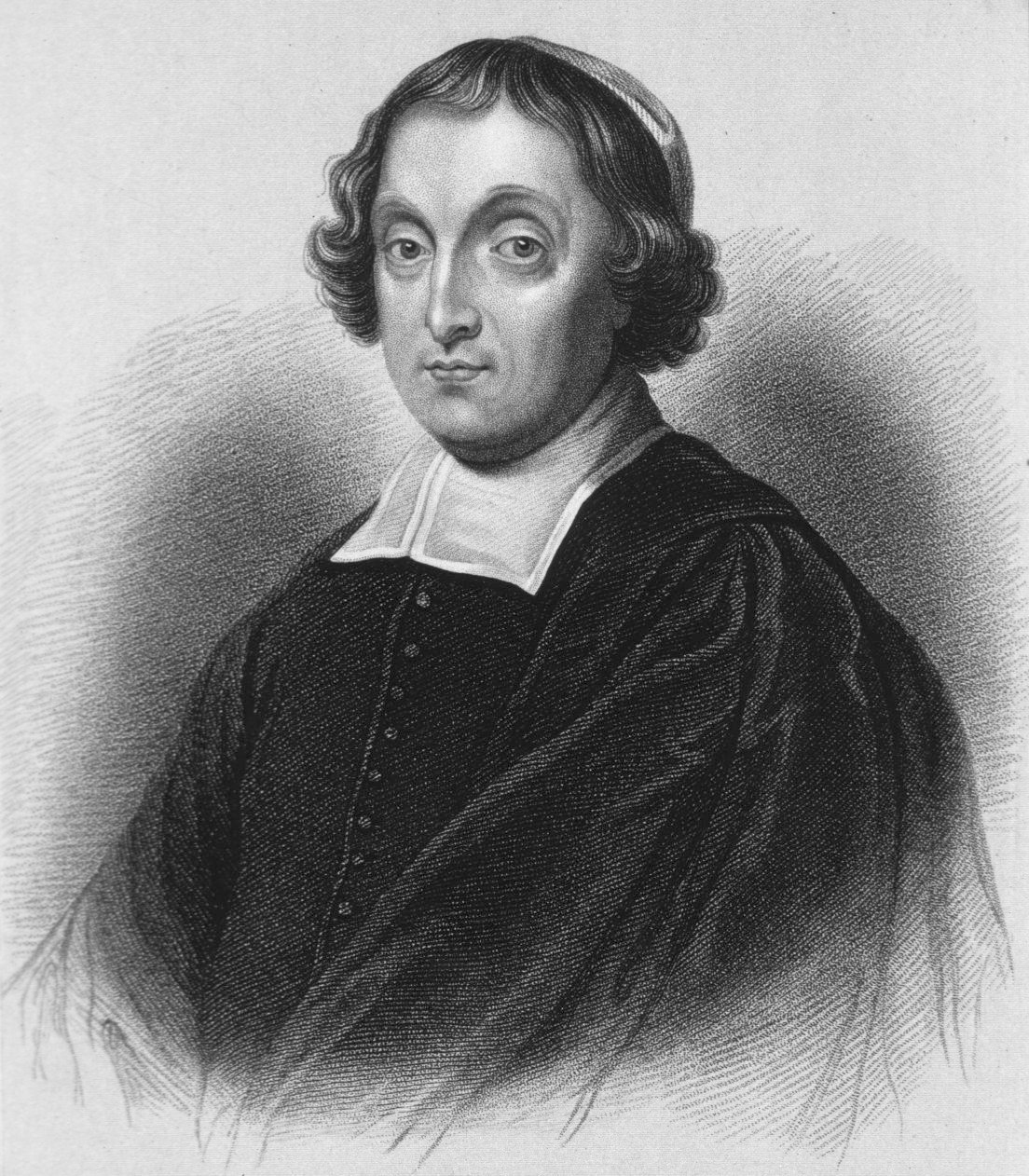
El cardenal David Beaton era líder del bando católico en Escocia y el principal opositor de Enrique VIII de Inglaterra.

Enrique VIII de Inglaterra aprovechó la regencia para proponer el matrimonio entre su hijo y heredero Eduardo y María, con la esperanza de una unión de Escocia e Inglaterra. El 1 de julio de 1543, cuando ella tenía seis meses, se firmó el Tratado de Greenwich, que estipulaba que, a la edad de diez años, se casaría con Eduardo y se trasladaría a Inglaterra, donde Enrique VIII podría supervisar su educación. También se establecía que los dos países permanecerían legalmente separados y que si la pareja no tenía hijos la unión temporal se disolvería. Sin embargo, el cardenal Beaton volvió al poder nuevamente y comenzó a impulsar una agenda procatólica y profrancesa, lo que enfureció a Enrique VIII, quien quería romper la alianza escocesa con Francia. Beaton quería llevarla al fortificado castillo de Stirling, pero el regente Arran se opuso al traslado, aunque accedió cuando los partidarios armados de Beaton se reunieron en Linlithgow. El conde de Lennox escoltó a María y su madre a Stirling el 27 de julio de 1543 con 3500 hombres armados. Fue coronada en la capilla del castillo el 9 de septiembre de 1543, con «la solemnidad que se acostumbra en este país, no es muy costosa», según el reporte de Ralph Sadler y Henry Ray.
Poco antes de la coronación, fueron arrestados por Enrique VIII los comerciantes escoceses que se dirigían a Francia y sus bienes fueron confiscados. Las aprehensiones causaron ira en Escocia y motivaron al conde de Arran a aliarse con Beaton y convertirse al catolicismo. El Tratado de Greenwich fue anulado por el Parlamento de Escocia en diciembre. La supresión del acuerdo de matrimonio y la renovación de la Auld Alliance entre Francia y Escocia impulsaron el «cortejo a la inglesa» por Enrique VIII, una campaña militar diseñada para imponer el enlace de su hijo con María. Las fuerzas inglesas montaron una serie de redadas en territorio escocés y francés. En mayo de 1544, el conde de Hertford, futuro duque de Somerset, llegó al fiordo de Forth con la esperanza de tomar Edimburgo y secuestrar a María, pero la reina madre escondió a la niña en las cámaras secretas del castillo de Stirling. En mayo de 1546, Beaton fue asesinado por lairds (terratenientes) protestantes y, el 10 de septiembre de 1547, nueve meses después de la muerte de Enrique VIII, los escoceses sufrieron una dura derrota en la batalla de Pinkie Cleugh, en lo que se conoció como «Sábado Negro» (Black Saturday). Los guardianes de María, temerosos por su seguridad, la enviaron al priorato de Inchmahome por alrededor de tres semanas y recurrieron a los franceses solicitando ayuda.
Enrique II de Francia propuso la unión de Francia y Escocia con la boda entre la joven reina y su hijo de tres años, el delfín Francisco. A María de Guisa le pareció la única solución razonable para resolver la situación. Con la promesa de ayuda militar y el título de duque en Francia, el conde de Arran acordó el compromiso. En febrero de 1548, al enterarse de que los ingleses estaban de regreso, María fue trasladada, nuevamente por seguridad, al castillo de Dumbarton. Los ingleses dejaron a su paso una estela de devastación y se apoderaron de la ciudad de Haddington. En junio, la muy esperada ayuda francesa arribó a Leith para sitiar y finalmente retomar Haddington. El 7 de julio, una asamblea escocesa celebrada en un convento cercano a la ciudad aprobó el Tratado de Haddington con Francia.

## Vida en Francia

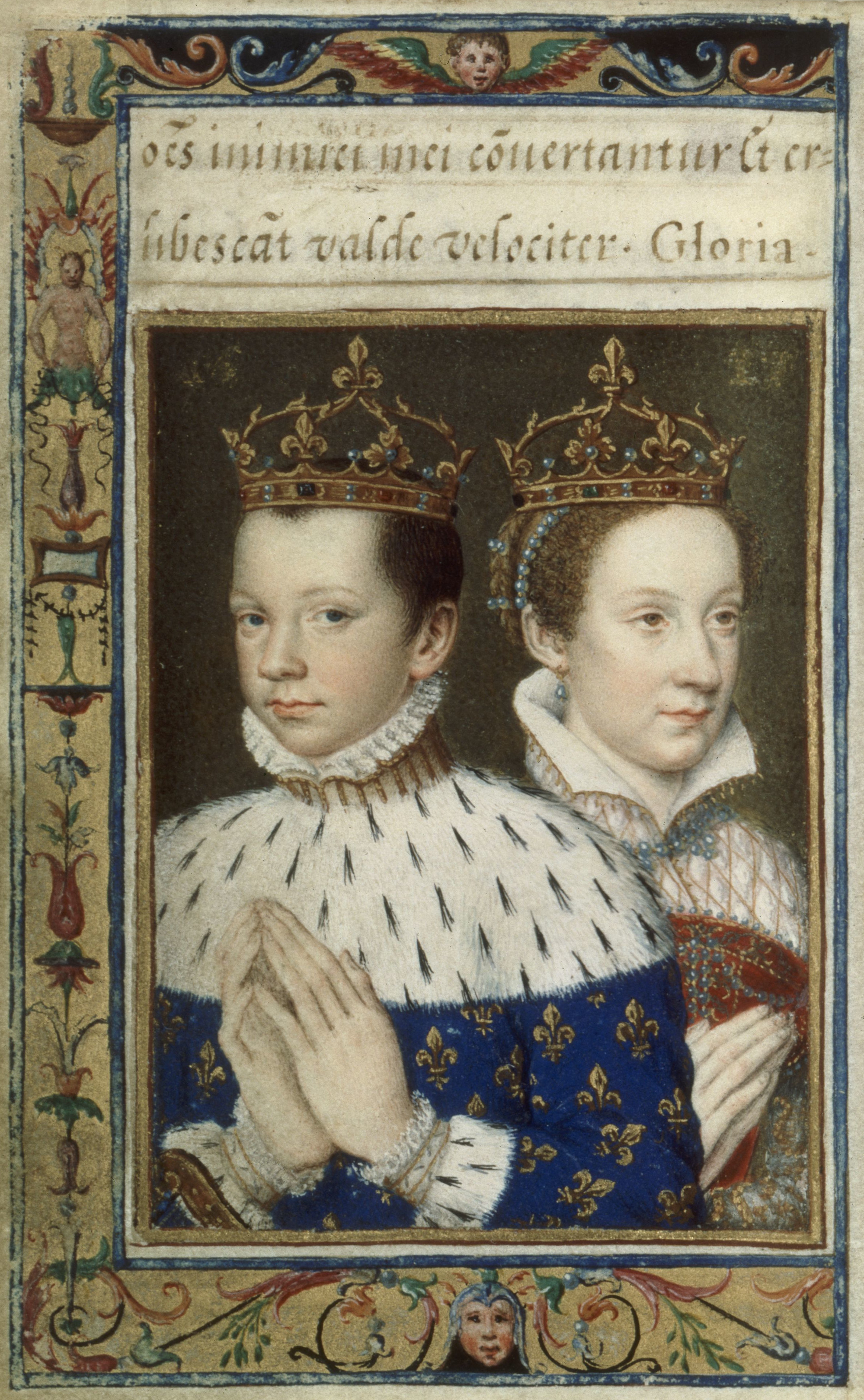
María y Francisco en el libro de horas de Catalina de Médici (c. 1558).

Con el acuerdo matrimonial en vigor, María, de cinco años, fue enviada a Francia para pasar los siguientes trece años en la corte de los Valois, donde sus parientes, los Guisa, controlaron la política francesa durante un tiempo. La flota enviada por Enrique II y comandada por Nicolas Durand de Villegagnon navegó con ella desde Dumbarton el 7 de agosto de 1548 y arribó una semana —o más tarde— a Roscoff (o Saint-Pol-de-Léon) en Bretaña. Estuvo acompañada por su propia corte, entre ellos dos medio hermanos paternos ilegítimos y las «cuatro Marías» —cuatro niñas de su misma edad, con el mismo nombre e hijas de algunas de las familias más nobles de Escocia: Beaton, Seton, Fleming y Livingston—. Janet Estuardo, madre de Mary Fleming y media hermana de Jacobo V, fue nombrada institutriz.
María, a quien las fuentes históricas de la época la describen como una niña vivaz, hermosa, dotada de un carácter amable e inteligente, tuvo una infancia prometedora. En la corte francesa era la favorita de todos, excepto por la esposa de Enrique II, Catalina de Médici. Recibió la mejor educación posible: aprendió a tocar el laúd y el virginal, se cultivó en prosa, poesía, equitación, cetrería y costura, y se educó en francés, italiano, latín, español y griego, aparte de hablar su nativo escocés. Su futura cuñada, Isabel de Valois, era su amiga íntima, de quien «retenía recuerdos nostálgicos en su vida posterior». Su abuela materna, Antonieta de Borbón-Vendôme, tuvo una importante influencia en su infancia y fue una de sus principales asesoras.
Su belleza era alabada por muchos de sus contemporáneos y su complexión física tenía el porte solemne que se apreciaba en una soberana. Sus retratos muestran que tenía una cabeza pequeña y ovalada, un cuello largo y grácil, cabello rubio ceniciento en la infancia que se oscureció en la madurez hasta alcanzar un color bermejo, ojos de color avellana, párpados gruesos y bajos, cejas finamente arqueadas, piel suave y pálida, frente alta y regular con características firmes. En algún momento de su infancia o niñez contrajo viruela, que no le dejó marcas visibles en su físico al tratarse con un ungüento especial; sin embargo, Isabel I describió su tez desfigurada por la enfermedad. Era elocuente y con una talla particularmente alta según los estándares del siglo XVI, ya que alcanzó una altura adulta de 5 pies y 11 pulgadas (1,80 m), mientras que el hijo y heredero de Enrique II, Francisco, tartamudeaba y era anormalmente bajo de estatura. El rey francés comentó: «desde el primer día que se conocieron, mi hijo y ella se entendieron tan bien como si se conocieran desde hace mucho tiempo». El 4 de abril de 1558, María firmó un acuerdo secreto en el que legaba Escocia y su reclamación de Inglaterra a la Corona francesa si ella moría sin descendencia. Veinte días más tarde, se casó en la catedral de Notre-Dame de París con el delfín de Francia, quien además fue proclamado rey de Escocia iure uxoris.

## Reclamante del trono inglés

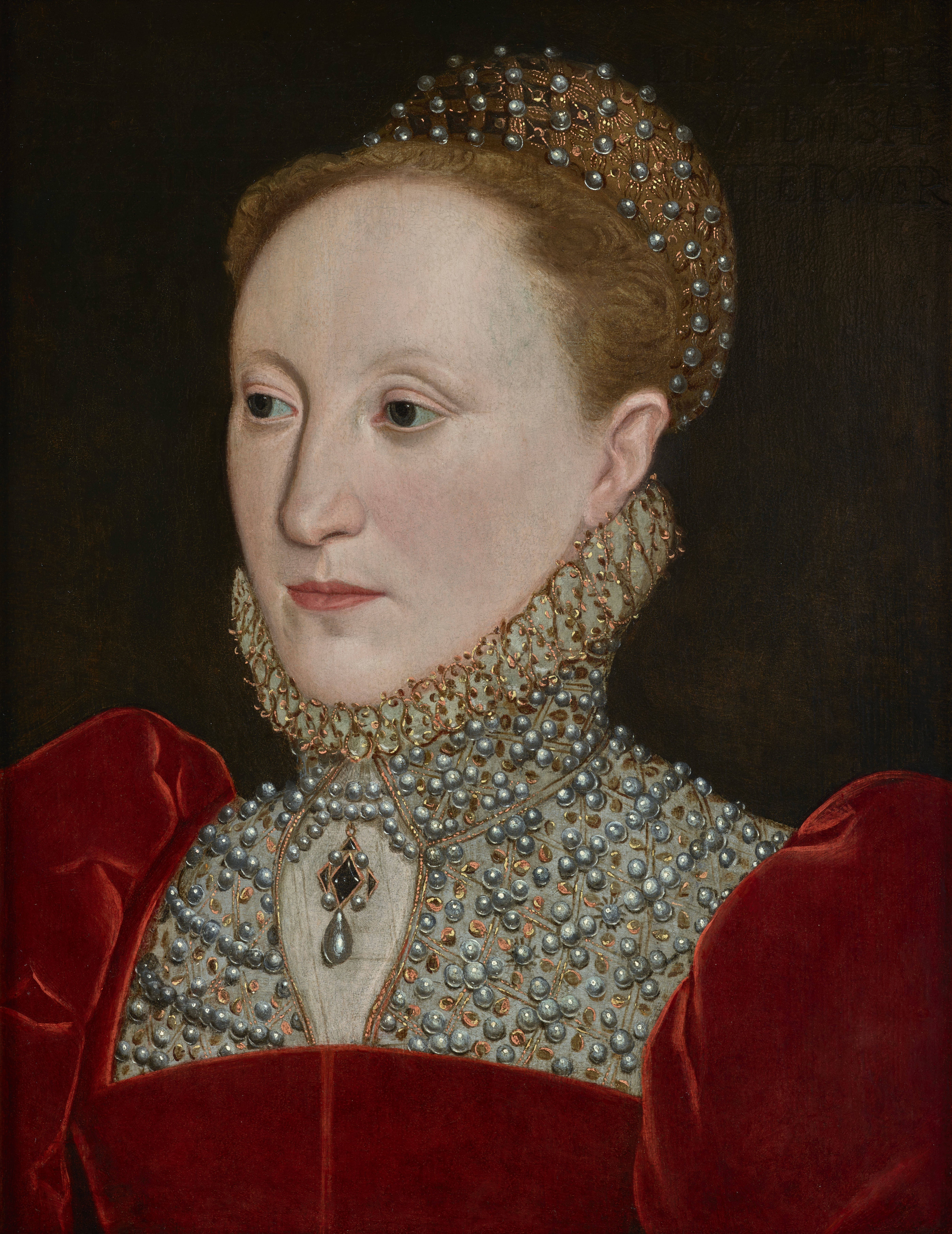
Isabel I de Inglaterra, «prima» de María, a quien consideraba una amenaza.

En noviembre de 1558 murió la hija mayor de Enrique VIII, María I, la última reina católica de Inglaterra, y fue sucedida por su media hermana Isabel I. Según la línea genealógica, la reina de Escocia era la segunda en la sucesión del trono inglés después de su prima Isabel. Los derechos reclamados se remontaban a los hermanos Enrique VIII y Margarita Tudor (abuela paterna de María). Margarita estuvo casada con Jacobo IV de Escocia, padre de Jacobo V y abuelo de María. Sin embargo, dado que Isabel I era considerada ilegítima por muchos católicos en Europa —de hecho, su propio padre la había sacado de la línea de sucesión al anular su matrimonio con Ana Bolena—, Enrique II de Francia proclamó a su hijo mayor y nuera reyes de Inglaterra; en Francia, las armas reales de Inglaterra fueron acuarteladas en los escudos de Francisco y María. En Inglaterra, de acuerdo a la tercera Ley de Sucesión, aprobada en 1543 por el Parlamento, Isabel fue reconocida como heredera de su media hermana, ya que la última voluntad y testamento de Enrique VIII había excluido a los Estuardo de la sucesión.
La reclamación del trono inglés fue un permanente punto de fricción entre las reinas de Escocia e Inglaterra. Cuando Enrique II murió el 10 de julio de 1559, debido a lesiones sufridas en una justa, Francisco (de 15 años) y María (de 17) fueron declarados reyes de Francia. Dos de los tíos de la reina —el duque de Guisa y el cardenal de Lorena— dominaban entonces la política francesa y disfrutaban de un poder denominado por algunos historiadores como la tyrannie Guisienne.
En Escocia, el poder de los protestantes Lores de la Congregación crecía a expensas de la madre de María, quien retenía el control efectivo mediante el uso de tropas francesas. Los lores protestantes invitaron a las tropas inglesas a Escocia en un intento de asegurar su religión. En marzo de 1560, una sublevación hugonote en Francia —la conjura de Amboise— imposibilitó que los franceses enviaran más apoyo. Los cincuenta y dos conspiradores de Amboise fueron ejecutados públicamente y ante Francisco II, su madre Catalina, su hermano Carlos y María, quien fue la única que se horrorizó, pero fue reprendida por su suegra, que le recordó que «una reina no debía sentir emociones». Los Guisa enviaron embajadores para negociar un acuerdo. El 11 de junio de 1560, murió la madre de María y el problema de las futuras relaciones francoescocesas era apremiante. De acuerdo a los términos del Tratado de Edimburgo, firmado por representantes de María el 6 de julio de 1560, Francia e Inglaterra se comprometieron a retirar sus tropas en Escocia, mientras que el rey francés reconoció el derecho de Isabel I a gobernar Inglaterra. La delicada situación política y religiosa en Francia no permitía otras soluciones, pero Francisco II y María —aún dolida por la muerte de su madre— se negaron a ratificar oficialmente el tratado.

## Regreso a Escocia

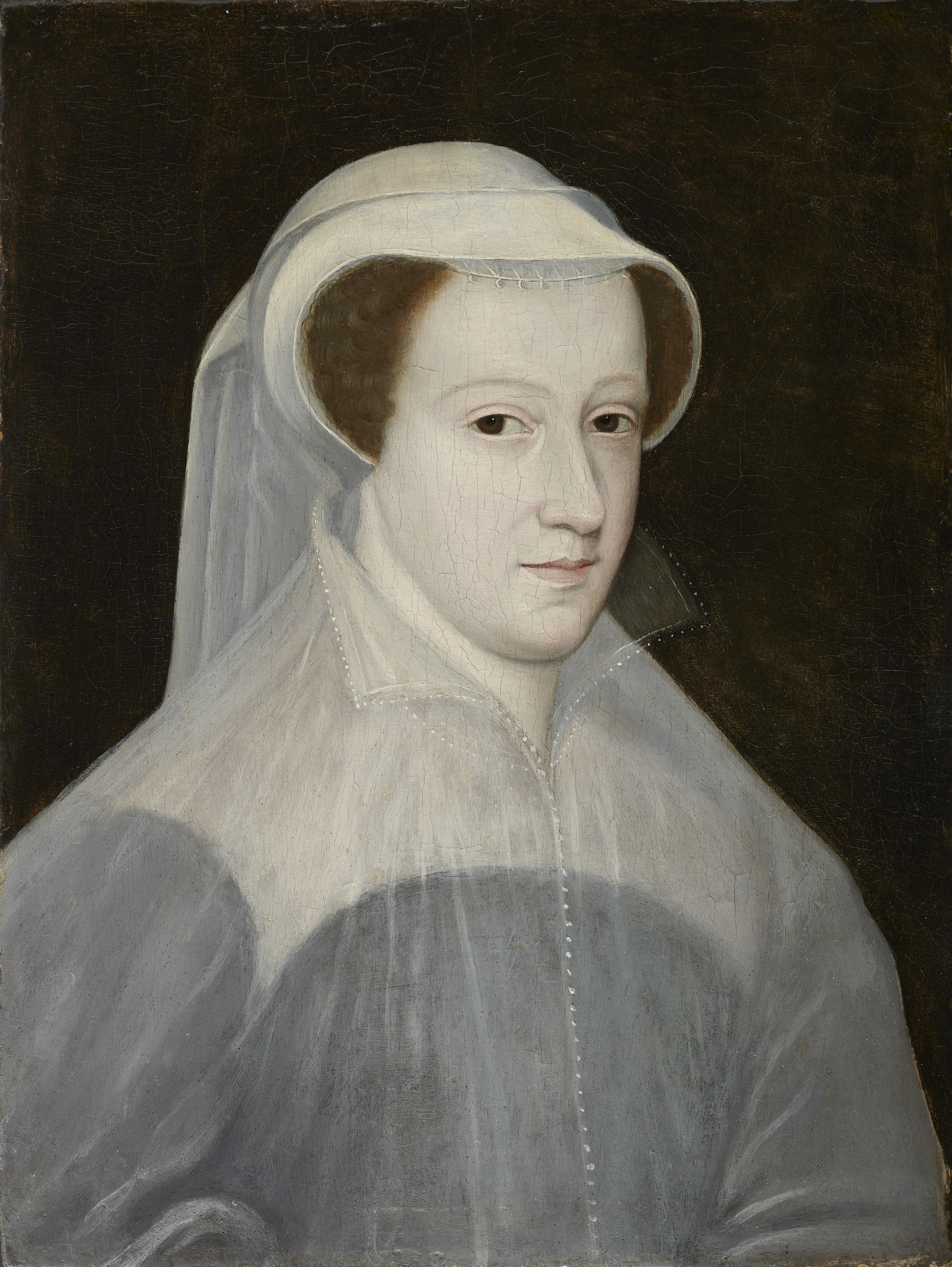
Su atuendo de luto blanco le valió en Francia el sobrenombre de La Reine Blanche («la reina blanca»). Retrato del taller de Clouet (c. 1560).

El 5 de diciembre de 1560, a los dos años de matrimonio, Francisco II murió de una infección del oído medio que derivó en un absceso cerebral. Su viuda, de dieciocho años, estaba acongojada, pasó a vestir de blanco de luto y vivió en soledad el duelo de cuarenta días; luego se trasladó a Lorena con sus tíos. Catalina de Médici, ya regente del hermano de diez años del fallecido rey, Carlos IX, creía que dos reinas viudas eran demasiadas y, cuando los Estuardo regresaron a la corte, le ordenó regresar a Escocia para arreglar la grave crisis que se estaba gestando en su país. De hecho, el Parlamento escocés, sin el consentimiento real, había ratificado la modificación de la religión estatal, que pasó de católica a protestante. La reina se negó a respaldar las leyes aprobadas por el Parlamento y la nueva Iglesia existía en un estado de inseguridad jurídica.
María partió a Escocia nueve meses después y arribó a Leith el 19 de agosto de 1561. Al haber vivido en Francia desde los cinco años tenía poca experiencia con la peligrosa y compleja situación política en Escocia; si no contaba con el apoyo de su prima Isabel I, tendría que capitular rápidamente. Devota católica, era tratada con sospecha por muchos de sus súbditos, así como por la reina de Inglaterra. Escocia estaba dividida entre facciones católicas y protestantes. El medio hermano ilegítimo de María, el conde de Moray, era uno de los líderes protestantes. El reformador protestante John Knox predicaba duramente contra ella y la condenaba por ir a misa, danzar y usar ropa muy elaborada, entre muchos otros «pecados». Knox fue convocado por la reina para objetar contra sus maldiciones, pero no se presentó; más tarde, lo acusó de traición, aunque fue absuelto y puesto en libertad.

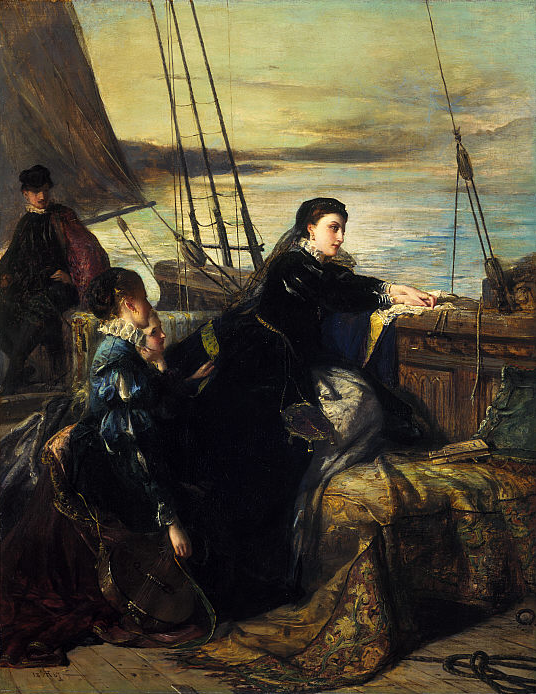
La despedida de María, reina de Escocia, en Francia (1867), por Robert Herdman.

Para decepción del bando católico, la reina toleró la supremacía protestante recientemente establecida y mantuvo a su medio hermano, el conde de Moray, como su principal consejero. Su consejo privado de dieciséis hombres —nombrado el 6 de septiembre de 1561— ratificó en sus cargos de Estado a los que ya los ocupaban y se mantuvo dominado por los líderes protestantes de la crisis de reforma de 1559-1560: los condes de Argyll, Glencairn y Moray. Solo cuatro de los consejeros eran católicos: los condes de Atholl, Erroll, Montrose y Huntly, quien además era lord canciller. La historiadora moderna Jenny Wormald encontró esto excepcional y sugirió que el fracaso de la reina de no poder nombrar un consejo real que simpatizara con los intereses católicos y franceses indicaba que su objetivo primordial era el trono inglés en detrimento de los asuntos internos escoceses. Además, la única incorporación posterior significativa al concilio, lord Ruthven, en diciembre de 1563, era otro protestante que personalmente le desagradaba. Con esto, reconocía su falta de poder militar ante los lores protestantes, al tiempo que seguía una política que fortalecía sus vínculos con Inglaterra. En 1562, se alió con lord Moray en la expulsión del principal magnate católico de Escocia, lord Huntly, quien encabezó una rebelión en las Tierras Altas contra ella.
Envió a William Maitland de Lethington como embajador ante la corte inglesa para presentar su caso de presunta heredera del trono. Isabel I rehusó nombrar un posible heredero, ya que temía que al hacerlo estimularía una conspiración para desplazarla con el sucesor designado: «conozco la inconstancia del pueblo de Inglaterra, sé que siempre les disgusta el gobierno actual y tienen los ojos puestos en la siguiente persona en la línea de sucesión». Sin embargo, Isabel I aseguró a Maitland que, entre los posibles herederos, su sobrina era su favorita y la que tenía más derechos legítimos. A finales de 1561 y principios de 1562, se hicieron arreglos para que las dos reinas se reunieran en Inglaterra, probablemente en York o Nottingham, en agosto o septiembre de 1562, pero en julio Isabel I envió a Henry Sidney a cancelar los planes debido a la guerra civil en Francia.
María se concentró en encontrar un nuevo esposo proveniente de la realeza de Europa que le garantizara una alianza política útil. Sin pedir su consentimiento, el cardenal de Lorena, su tío, inició negociaciones con el archiduque Carlos de Austria, hijo del emperador Fernando I. Sin embargo, María no vio ninguna ventaja en esa unión y tuvo un altercado con su tío, por haberla involucrado demasiado en otros acuerdos políticos. Su propio intento de convenir un matrimonio con Carlos, el heredero mentalmente inestable de Felipe II de España, fue rechazado por este último.
En un intento por neutralizarla, Isabel I le sugirió que se casara con el protestante inglés Robert Dudley, conde de Leicester —cuñado de Henry Sidney y favorito o amante, según algunas fuentes, de la reina inglesa—, en quien confiaba y creía que podía controlar. Además, con Dudley, un protestante, tal unión habría resuelto satisfactoriamente el doble problema de la reina inglesa. Envió un embajador —Thomas Randolph— a Escocia para proponer el compromiso de su sobrina con dicho noble inglés y que si ella aceptaba Isabel I «procedería a la inquisición de su derecho y título para ser nuestra futura prima y heredera». La propuesta quedó en nada, sobre todo porque Dudley no estaba dispuesto.
Por otro lado, un poeta francés en la corte de María, Pierre de Boscosel de Chastelard, aparentemente estaba enamorado de ella. A principios de 1563, fue descubierto en un registro de seguridad escondido bajo la cama de la reina. Por lo visto planeaba sorprenderla cuando estuviese sola y declararle su amor. María estaba horrorizada y lo desterró del reino, pero él ignoró el edicto y, dos días después, se abrió paso a la fuerza en su habitación cuando ella estaba a punto de desnudarse. La reina reaccionó con furia y miedo y, cuando Moray entró corriendo a la habitación ante los gritos de socorro, exclamó: «¡apuñala con tu daga al villano!»; Moray no accedió, ya que Chastelard ya había sido reducido. El poeta fue juzgado por traición y decapitado. Maitland afirmó que la pasión de Chastelard era fingida y que él era parte de un complot hugonote para desacreditar a la reina y empañar su reputación.

## Matrimonio con lord Darnley

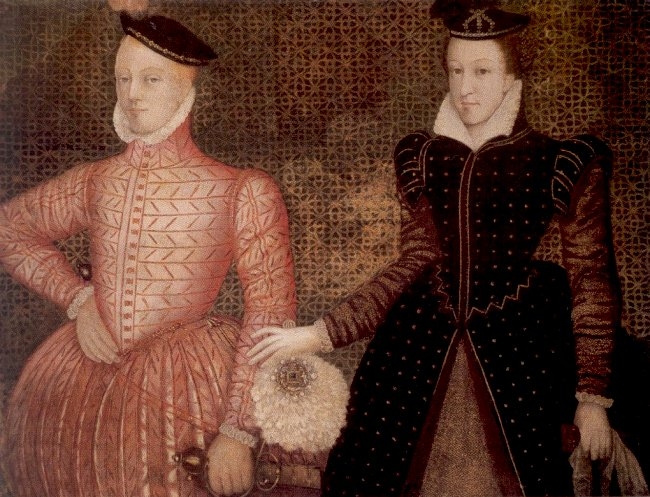
Con su segundo esposo, Enrique Estuardo, lord Darnley.

En febrero de 1561, conoció brevemente a su primo hermano nacido en Inglaterra, Enrique Estuardo, lord Darnley, cuando estaba de luto por Francisco II. Los padres de Darnley —el conde y la condesa de Lennox— eran aristócratas escoceses y terratenientes ingleses que habían enviado su hijo a Francia para expresar sus condolencias, a la espera de una posible unión entre su hijo con la reina escocesa. Tanto María como Darnley eran nietos de Margarita Tudor —hermana de Enrique VIII de Inglaterra— y descendientes patrilineales de los grandes senescales del país. Darnley era parte de un linaje más reciente de los Estuardo con la familia Hamilton, descendiente de María Estuardo, condesa de Arran e hija del rey Jacobo II. Más adelante, se encontraron el sábado 17 de febrero de 1565 en el castillo de Wemyss en Escocia, en donde posteriormente María se enamoró del «muchacho alto» —Isabel I mencionó que él medía más de seis pies o aproximadamente 1.80 m—. Se casaron en el palacio de Holyrood el 29 de julio de 1565, pero, aunque ambos eran católicos, no se había obtenido previamente la dispensa papal necesaria para el matrimonio entre primos hermanos. La Santa Sede recién el 25 de septiembre otorgaría la dispensa, validando así el matrimonio entre María y Darnley.
Los estadistas ingleses William Cecil y el conde de Leicester habían trabajado para obtener la licencia de Darnley para viajar a Escocia desde su residencia en Inglaterra. Aunque sus consejeros habían reunido a la pareja, Isabel I se sentía amenazada por el matrimonio, ya que, al ser descendientes de su tía, tanto María como Darnley reclamaban el trono inglés y sus hijos, si los hubiera, heredarían dicha pretensión. No obstante, la insistencia de María con este matrimonio parece haber surgido del amor en lugar de la estrategia política. Sobre esto, el embajador inglés Nicholas Throckmorton declaró que «se dice que ella seguramente está embrujada» y que además el enlace solo podía evitarse «con violencia». La unión enfureció a Isabel I, quien consideraba que no debió haber tenido lugar sin su permiso, ya que Darnley era su primo y un súbdito inglés.

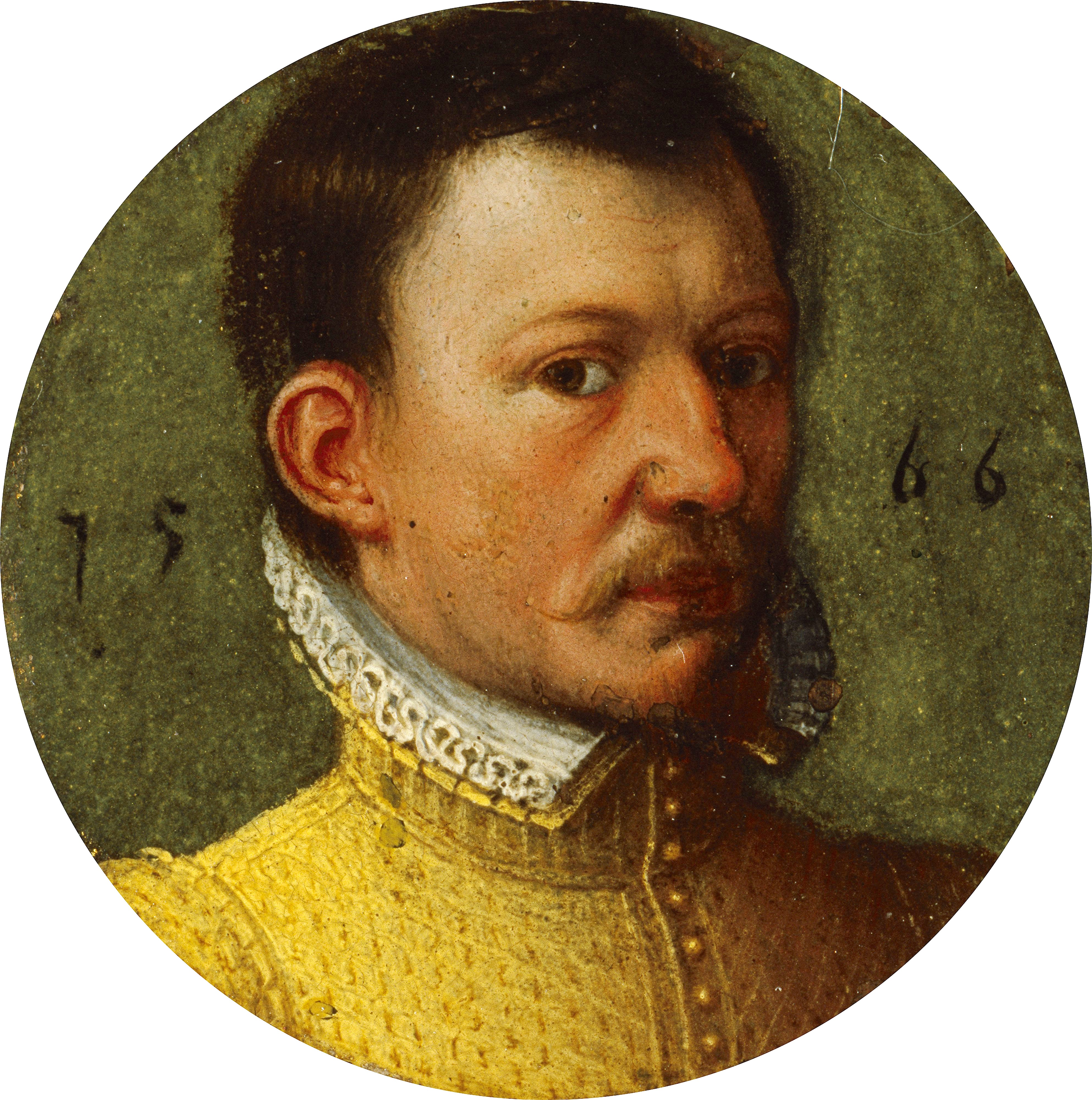
James Hepburn, IV conde de Bothwell, tercer y último esposo de María.

El matrimonio de María con un líder católico llevó a su medio hermano, el conde de Moray, a unirse a una gran rebelión junto a otros lores protestantes —entre ellos, los lores Argyll y Glencairn—. María partió de Edimburgo el 26 de agosto de 1565 para enfrentarse a ellos y, el 30 de ese mes, Moray entró en esa ciudad, pero poco después abandonó el castillo; la reina regresó al mes siguiente para reunir más tropas. En lo que se conoció como la incursión de Chaseabout, María y sus fuerzas y Moray y los lores rebeldes merodearon por Escocia sin llegar al combate directo. Las tropas reales estaban impulsadas por la liberación y restauración del hijo de lord Huntly y el regreso de James Hepburn, conde de Bothwell, de su exilio en Francia. Incapaz de reunir suficiente apoyo, Moray abandonó Escocia en octubre para solicitar asilo en Inglaterra. María amplió su consejo privado con más católicos —el obispo de Ross John Lesley y el alcalde de Edimburgo Simon Preston de Craigmillar— y protestantes —el nuevo lord Huntly, el obispo de Galloway Alexander Gordon, John Maxwell de Terregles y James Balfour—.
En poco tiempo, Darnley, descrito como físicamente atractivo, pero aburrido y violento, se volvió arrogante y exigió la llamada «corona matrimonial», lo que le habría hecho soberano con derechos sobre el trono si sobrevivía a su esposa. María rechazó su solicitud y su relación con él se tensó, a pesar de que concibieron un hijo en octubre de 1565. En una ocasión, Darnley agredió físicamente a su esposa en un intento infructuoso de hacerla abortar. También estaba celoso de la amistad de María con su secretario privado católico, David Rizzio, de quien se rumoreaba era el padre del niño. Rizzio, un astuto y ambicioso músico de origen piamontés, se había vuelto el confidente más íntimo de la reina: las relaciones entre ambos eran tan estrechas que se empezó a rumorear que eran amantes. El extraño vínculo despertó la acalorada hostilidad de los nobles protestantes derrotados en la incursión de Chaseabout y, en marzo de 1566, Darnley entró en una conspiración secreta con ellos. El 9 de marzo, un grupo de confabuladores, acompañado por Darnley, asesinó a Rizzio ante la embarazada María en una cena en el palacio de Holyrood. Dos días después, el desilusionado Darnley cambió de bando y la reina recibió a Moray en Holyrood. En la noche del 11 al 12 de marzo, Darnley y María escaparon del palacio y se refugiaron temporalmente en el castillo de Dunbar antes de regresar a Edimburgo el 18 de marzo. Tres de los conspiradores —los lores Moray, Argyll y Glencairn— fueron restaurados al consejo.
El hijo de María y Darnley, Jacobo, nació el 19 de junio de 1566 en el castillo de Edimburgo, pero el asesinato de Rizzio condujo inevitablemente a la ruptura del matrimonio. Darnley era visto como un consorte y gobernante incapaz, hasta el punto de que su esposa lo privó gradualmente de toda responsabilidad real y conyugal. En octubre de 1566, mientras se hospedaba en Jedburgh, en las marcas escocesas, la reina hacía largos viajes a caballo de al menos cuatro horas cada uno para visitar al conde de Bothwell en el castillo del Hermitage, donde yacía enfermo por las heridas sufridas en una escaramuza contra bandoleros en la frontera. El viaje fue utilizado más tarde por sus enemigos como prueba de que ambos eran amantes, aunque no surgieron sospechas en el momento porque era acompañada por sus consejeros y guardias. Inmediatamente después de regresar a Jedburgh, sufrió una enfermedad grave que incluía vómitos frecuentes, pérdida de la vista, pérdida del habla, convulsiones y lapsos de inconsciencia; se creía que estaba a punto de agonizar o morir. Su recuperación el 25 de octubre fue acreditada a la habilidad de sus médicos franceses. La causa de su enfermedad era desconocida; los diagnósticos posibles fueron agotamiento físico y estrés mental, una hemorragia debido a una úlcera gástrica o porfiria.

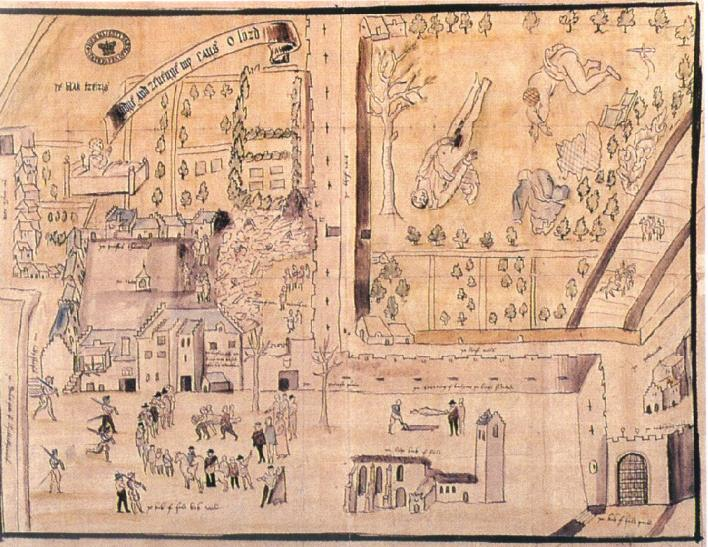
Kirk o' Field en un dibujo encargado por William Cecil posterior al asesinato de lord Darnley (1567).

En el castillo de Craigmillar, cerca de Edimburgo, María y los principales nobles se reunieron para discutir el «problema de Darnley» a fines de noviembre de 1566. Se barajó el divorcio, pero probablemente se acordó entre los lores presentes la eliminación de Darnley por otros medios: «se pensó que era conveniente y más provechoso para el bien común [...] que un tonto tan joven y un tirano tan orgulloso no debería reinar o tener autoridad sobre ellos; [...] que [Darnley] debería desilusionarse de una manera u otra; y quienquiera que consiga la hazaña o la haga, debería defenderlos». Darnley temía por su seguridad y, después del bautismo de su hijo en Stirling poco antes de Navidad, se dirigió a Glasgow para residir temporalmente en las propiedades de su padre. Al comienzo del viaje, había padecido fiebre —oficialmente tenía viruela, pero es posible que padeciera sífilis o fuese el resultado de algún envenenamiento— y permaneció enfermo durante algunas semanas.
A finales de enero de 1567, María ordenó a su esposo regresar a Edimburgo. Se recuperó de su enfermedad en una casa perteneciente al hermano de James Balfour en la antigua abadía de Kirk o' Field, justo dentro de las murallas de la ciudad. La reina lo visitaba a diario, de modo que parecía que progresaban hacia una reconciliación. En la noche del 9 al 10 de febrero de 1567, fue a verlo a primera hora de la noche y luego asistió a las celebraciones de boda de un miembro de su familia, Bastian Pagez. En las primeras horas de la mañana, una explosión devastó Kirk o' Field y Darnley fue encontrado muerto en el jardín, aparentemente sofocado. No había marcas visibles de estrangulamiento o violencia en el cuerpo. Este hecho, que debía ser la salvación de María, dañó gravemente su reputación, aunque aún se dudaba que estuviera al tanto del plan para asesinar a su marido. También Bothwell, Moray, Maitland y el conde de Morton estaban entre los sospechosos. La reina de Inglaterra envió una carta a su sobrina para tratar los rumores: «no cumpliría con el deber de una prima fiel o una amiga afectuosa si no [...] te dijera lo que todo el mundo está pensando. Los hombres cuentan que, en lugar de atrapar a los asesinos, estás mirando a través de tus dedos mientras escapan; que no buscarás vengarte sobre aquellos que te han hecho esto con tanto placer, como si el hecho nunca hubiera tenido lugar o que los que lo hicieron hubieran tenido asegurada la impunidad. Por mí, te ruego que creas que no estimaría tal pensamiento».
A finales de febrero, los lores creían que Bothwell era culpable del asesinato de Darnley. Lennox, padre de Darnley, exigió que Bothwell fuera enjuiciado ante los estamentos del Parlamento, a lo que María accedió, pero fue denegada la solicitud de Lennox de una prórroga para reunir pruebas. En ausencia de Lennox y sin evidencia presentada, Bothwell fue absuelto después de un juicio de siete horas el 12 de abril. Una semana después, Bothwell logró convencer a más de dos docenas de lores y obispos de firmar el Ainslie Tavern Bond («vínculo de la taberna Ainslie»), en el que acordaron apoyar su objetivo de casarse con la reina.

## Arresto en Escocia y abdicación

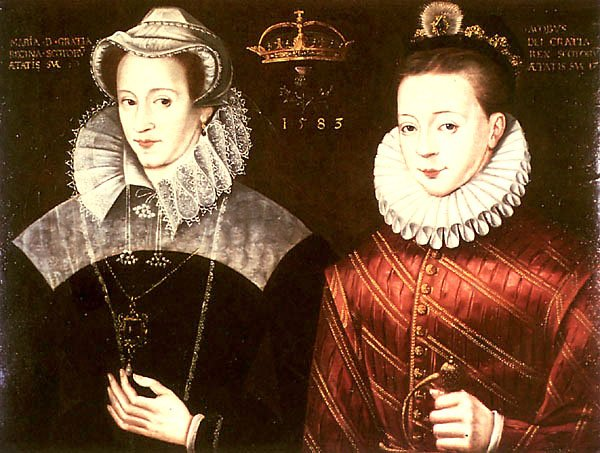
Representada con su hijo Jacobo I de Inglaterra y VI de Escocia (Hilliard, 1583), aunque lo vio por última vez cuando tenía diez meses de vida.

Entre el 21 y el 23 de abril de 1567, visitó por última vez a su hijo, de diez meses de edad, en Stirling. El 24 de abril, en su camino de regreso a Edimburgo, con su consentimiento o no, fue secuestrada por Bothwell y sus secuaces, quienes la llevaron al castillo de Dunbar, donde pudo haberla violado y, por tanto, de manera irreparable, consumado el matrimonio planeado en Ainslie, al que presuntamente ella también se había comprometido, según los ingleses. El 6 de mayo, María y Bothwell regresaron a Edimburgo y, el 15 de mayo, en el palacio de Holyrood o la abadía de Holyrood, se casaron con los ritos protestantes. Bothwell y su primera esposa, Jean Gordon, hermana de lord Huntly, se habían divorciado doce días antes.
Originalmente, María pensaba que muchos nobles habían apoyado su matrimonio, pero las cosas pronto se salieron de control entre Bothwell —con el nuevo título de duque de Orkney— y sus antiguos compañeros, porque el matrimonio resultó ser muy impopular entre los escoceses. Los católicos consideraban ilícito el matrimonio, ya que no reconocían el divorcio de Bothwell ni la validez de la ceremonia protestante. Tanto los protestantes como los católicos se sorprendieron de que la reina se casara con el presunto asesino de su esposo. La convivencia entre ellos era tempestuosa y María pronto se desanimó. Veintiséis pares de escoceses, conocidos como los lores confederados, se sublevaron contra ella y Bothwell, y organizaron un ejército para destronarlos. Los reyes se enfrentaron a los lores en Carberry Hill el 15 de junio, pero no hubo batalla, ya que las tropas reales desertaron durante las negociaciones, y porque María accedió a entregarse a los lores con la condición de que la restituyeran en el trono y dejaran ir a su esposo. Bothwell recibió un salvoconducto a través de la campiña y los lores escoltaron a María a Edimburgo, donde multitudes de espectadores la abuchearon como una adúltera y asesina. Los lores rompieron su promesa y, en la noche siguiente, María fue encerrada en el castillo de Lochleven en una isla del lago Leven. Entre el 20 y el 23 de julio, María tuvo un aborto espontáneo de gemelos. El 24 de julio se vio obligada a abdicar en favor de su hijo de un año de edad, quien ascendió al trono con el nombre de Jacobo VI; el conde de Moray fue nombrado regente. Bothwell fue enviado al exilio en Dinamarca, donde estuvo en prisión, enloqueció y falleció en 1578.

## Huida, reclusión en Inglaterra y muerte
El 2 de mayo de 1568, María escapó del castillo del Lochleven con la ayuda de George Douglas, hermano del conde de Morton y dueño del castillo. Logró reunir un ejército de 6000 hombres, se lanzó al campo de batalla y montó al frente de sus soldados, instándolos a seguir su ejemplo; se enfrentó a unas fuerzas más pequeñas de Moray en la batalla de Langside el 13 de mayo. Derrotada, huyó al sur y, después de pasar la noche en la abadía de Dundrennan, cruzó el fiordo de Solway hacia Inglaterra en un bote de pesca el 16 de mayo. Pensaba buscar refugio en ese país basándose en una carta de su tía que le prometía ayuda. Desembarcó en Workington (Cumberland) y pernoctó en el ayuntamiento de esa aldea. El 18 de mayo, los funcionarios locales la recluyeron bajo custodia preventiva en el castillo de Carlisle.
Aparentemente, esperaba que Isabel I la ayudara a recuperar el trono, pero su prima era cautelosa y ordenó una investigación sobre la conducta de los lores confederados y si ella era culpable del asesinato de Darnley. A mediados de julio de 1568, las autoridades inglesas trasladaron a María al castillo de Bolton, que estaba lejos de la frontera escocesa, pero no demasiado cerca de Londres. Una comisión de investigación o «conferencia», como se la conocía, se estableció en York y, luego, en Westminster, entre octubre de 1568 y enero de 1569. Mientras tanto, en Escocia, sus seguidores se enfrentaron en una guerra civil contra el regente Moray y sus sucesores.

### Las «cartas del cofre»
María se opuso a ser juzgada por cualquier tribunal, invocando su condición de «reina consagrada piadosamente», y porque el encargado de presentar la acusación era su medio hermano el conde de Moray, regente de Escocia durante la minoría de Jacobo, cuyo principal motivo era mantenerla fuera del país y a sus seguidores bajo control. María no podía reunirse con estos últimos ni hablar en su defensa ante el tribunal. Además, no quiso participar en la investigación en York —envió representantes en su lugar—, aunque de todas formas su tía prohibió que asistiera. Como evidencia en su contra, Moray presentó las denominadas «cartas del cofre», ocho misivas sin firma supuestamente propiedad de María dirigidas a Bothwell, dos certificados de matrimonio y uno o varios sonetos amorosos, que, según Moray, se encontraron en un cofre de plata dorada de aproximadamente un pie (30 cm) de largo y decorado con el monograma real del fallecido Francisco II de Francia. La acusada negó haberlas escrito y sostuvo que, como su letra no era difícil de reproducir, eran falsificaciones. Los documentos resultaban cruciales para los acusadores porque demostrarían su complicidad en el asesinato de Darnley. El líder de la comisión de investigación, el duque de Norfolk, las describió como cartas «horribles» y baladas «diversas y afectivas», mientras que algunos miembros de la conferencia enviaron copias a la reina inglesa, insistiéndole en que, de ser auténticas, probarían la culpabilidad de su sobrina.
La validez probatoria de las cartas ha sido fuente de controversia entre los historiadores, para quienes es imposible verificarlas, ya que los originales, escritos en francés, probablemente fueron destruidos en 1584 por Jacobo VI, mientras que las copias —en francés o traducidas al inglés— que aún se conservan no conforman un todo completo. Existen transcripciones impresas incompletas en inglés, escocés, francés y latín desde la década de 1570. Otros documentos examinados son el certificado de divorcio de Bothwell y Jean Gordon. El conde de Moray había enviado un mensajero en septiembre a Dunbar para obtener una reproducción de las actas de los registros de la ciudad.
Sus biógrafos —Antonia Fraser, Alison Weir y John Guy, entre otros— han llegado a la conclusión de que probablemente los documentos eran falsificaciones, que se insertaron pasajes incriminatorios en cartas genuinas o que las misivas fueron escritas para Bothwell por otra persona o por María a otra persona. Guy señaló que las cartas son inconexas y que el lenguaje y la gramática francesa empleados en los sonetos son demasiado rudimentarios para alguien con la educación que tuvo ella. Aun así, ciertas frases de las cartas —como versos en el estilo de Ronsard— y algunas características en la redacción serían compatibles con los escritos conocidos de María.

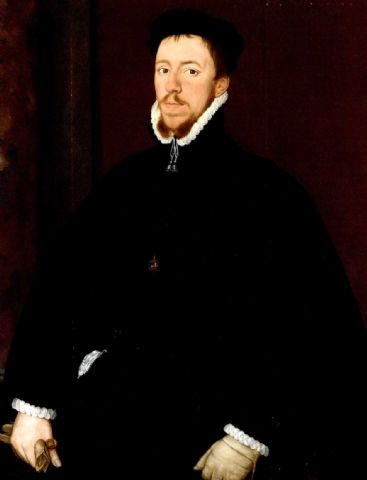
El duque de Norfolk fue presidente de la comisión de investigación de las «cartas del cofre». Posteriormente fue ejecutado por alta traición contra la Corona.

Las «cartas del cofre» no aparecieron públicamente hasta la conferencia de 1568, aunque el consejo privado escocés las había visto en diciembre de 1567. María fue presionada a abdicar y estuvo cautiva durante casi un año en Escocia. Para asegurar su reclusión y forzar la abdicación, los documentos nunca llegaron a hacerse públicos. Wormald consideró que esta renuencia por parte de los escoceses a mostrar las cartas y propiciar su destrucción en 1584 constituye, independientemente de su contenido, una prueba de que contenían evidencias reales contra la reina, mientras que Weir arguyó que demuestran que los lores escoceses necesitaron tiempo para fabricarlas. Al menos algunos de los contemporáneos de María que leyeron las cartas no tenían dudas de que eran auténticas; entre ellos estaba el duque de Norfolk, quien en secreto conspiró para casarse con ella en el transcurso de la investigación, aunque luego lo negaría cuando Isabel I aludió a sus planes de matrimonio: «nunca diría que se casaría con otra persona alguien que ni siquiera está seguro de su almohada».
La mayoría de los comisionados, tras un estudio del contenido y una comparación de muestras de la caligrafía de la acusada, reconocieron las cartas como genuinas. Como posiblemente habría deseado, Isabel I concluyó la investigación con un veredicto que no probaba nada ni contra los lores confederados ni contra su sobrina. Por razones sobre todo políticas, no deseaba condenar de asesinato a María ni tampoco «absolverla», por lo que nunca hubo ninguna intención real de proceder por vía judicial. Al final, el conde de Moray regresó a Escocia como regente, mientras la detenida permaneció bajo custodia en Inglaterra. Isabel I había logrado sostener en el poder un gobierno protestante en Escocia sin tener que condenar ni liberar a su soberana legítima. En opinión de Fraser, fue uno de los «juicios» más extraños en la historia del derecho inglés: se concluyó sin encontrar culpable a ninguna de las partes, ya que una regresó a Escocia y la otra permaneció presa.

### Conspiraciones
Después de la indagación de York, el 26 de enero de 1569, Isabel I ordenó a Francis Knollys, esposo de Catherine Carey, que escoltara a María al castillo de Tutbury y la pusiera bajo custodia del conde de Shrewsbury y su temida mujer, Bess de Hardwick, quienes fueron sus guardianes durante quince años y medio, salvo unas breves interrupciones. Isabel I consideraba que los reclamos dinásticos de su sobrina eran una amenaza seria y por eso la confinó en las propiedades de Shrewsbury, como Tutbury, el castillo de Sheffield, la mansión Wingfield y Chatsworth House, ubicados en el interior de Inglaterra, a medio camino entre Escocia y Londres y distantes del mar. A María se le permitió tener su propio personal doméstico —de alrededor de dieciséis sirvientes— y necesitaba treinta carros para transportar sus pertenencias de una residencia a otra. Sus aposentos estaban decorados con finos tapices y alfombras, así como su baldaquino en el que tenía bordada la frase en francés En ma fin gît mon commencement («En mi fin está mi principio»). En las residencias vivía con las comodidades de una aristócrata, excepto que solo se le permitía salir bajo estricta supervisión. Pasó siete veranos en la ciudad balneario de Buxton y gran parte de su tiempo bordando. En marzo, su salud se deterioró, probablemente por porfiria o sedentarismo, y comenzó a tener fuertes dolores en el bazo, pero el traslado a otra residencia de Wingfield tampoco mejoró la situación. En mayo, mientras estaba en Chatsworth House, la atendieron dos médicos. En los años 1580, tuvo un grave reumatismo en sus miembros que la hacía cojear.
En mayo de 1569, Isabel I intentó mediar en la restauración de su sobrina a cambio de garantías para la religión protestante, pero una convención celebrada en Perth rechazó el trato tajantemente. María entabló por entonces una relación epistolar con Thomas Howard, cuarto duque de Norfolk, el único duque inglés y primo de Isabel I. Esperaba poder casarse con «mi Norfolk», como le llamaba, y ser libre, sin mencionar que confiaba en que obtendría la aprobación real para su nuevo matrimonio. Además, el conde de Leicester le envió una carta informándole que, si conservaba la fe protestante en Escocia y se casaba con Norfolk, los nobles ingleses la harían regresar al trono de Escocia y sería la heredera legítima de su prima en Inglaterra. En este punto, Norfolk y María se comprometieron y él le envió un anillo de diamantes. En septiembre, Isabel I descubrió las negociaciones secretas y, enfurecida, hizo que llevaran al duque de Norfolk a la Torre de Londres, donde estuvo recluido entre octubre de 1569 y agosto de 1570, mientras que María fue trasladada nuevamente a Tutbury con un nuevo carcelero, Huntington. En mayo de 1570 fue nuevamente llevada a Chatsworth House, pero en el mismo período el papa Pío V promulgó la bula Regnans in Excelsis («Reinando sobre las alturas») que excomulgó a la reina de Inglaterra y liberó de obediencia a los súbditos católicos.

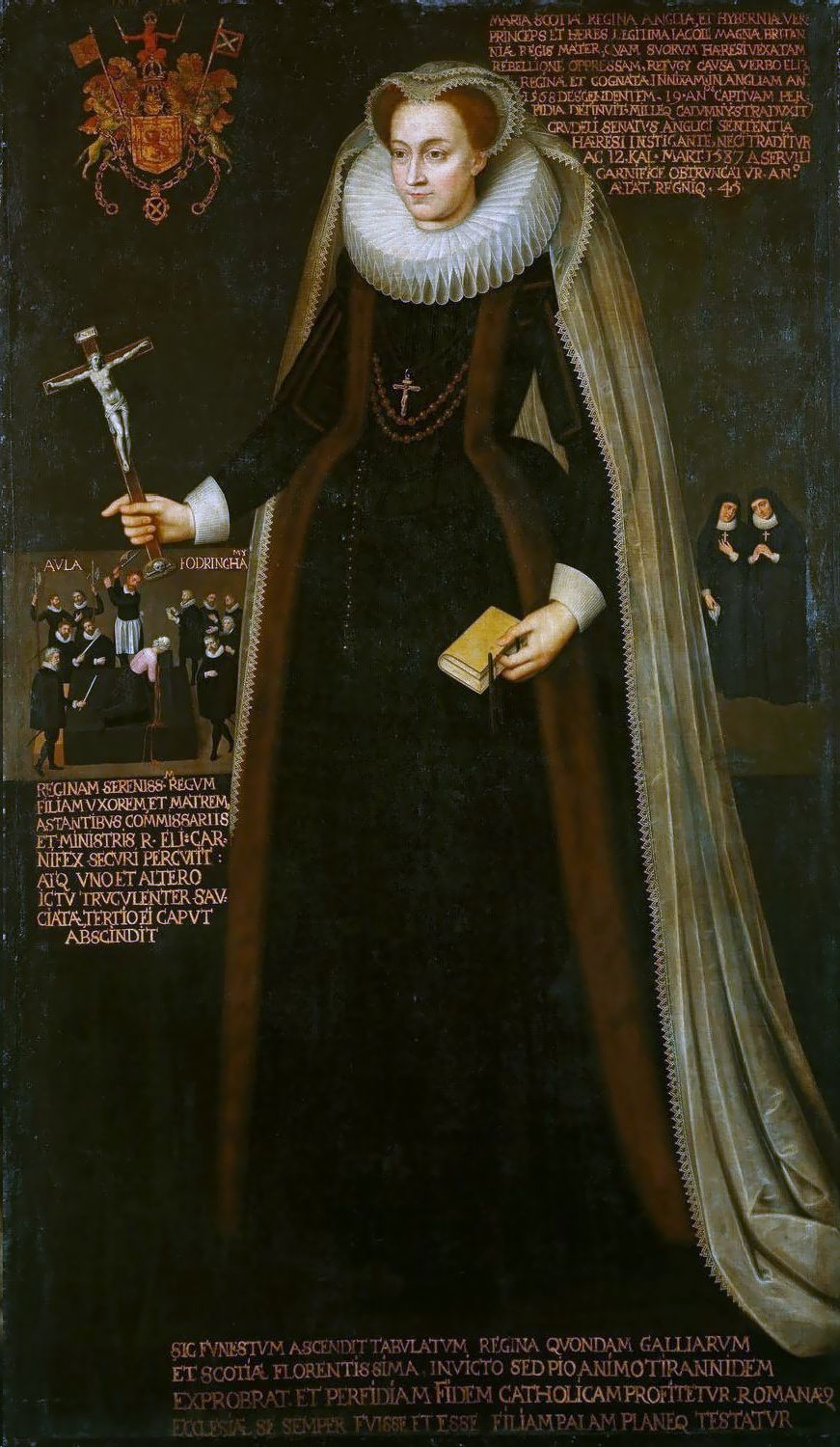
María en su cautividad en Inglaterra. Retrato anónimo del.

Moray fue asesinado en enero de 1570 y su muerte coincidió con una rebelión en el norte de Inglaterra en la que algunos señores locales organizaron un plan de fuga para liberar a María, aunque ella no participó en él porque aún confiaba en la posibilidad de que su prima, entonces rondando los cuarenta años, soltera y sin herederos, la reinstalara en el trono. Estos levantamientos convencieron a Isabel I de que María era una amenaza. Tropas inglesas intervinieron en la guerra civil escocesa y consolidaron el poder de las fuerzas antimarianas. Los principales secretarios ingleses —Francis Walsingham y William Cecil, lord Burghley— vigilaron a la detenida cuidadosamente con la ayuda de espías instalados en su círculo cercano. Cecil visitó a María en el castillo de Sheffield y le presentó una larga serie de artículos que establecerían la alianza entre ella y su prima. Los acuerdos incluyeron la ratificación del Tratado de Edimburgo, con la relativa renuncia al trono inglés por parte de María; además, esta última no podría casarse sin el consentimiento de su tía. Sin embargo, el resultado fue en vano y, en la primavera de 1571, María expresó, en una carta al conde de Sussex, que tenía poca confianza en la resolución de sus problemas.
En agosto de 1570, el duque de Norfolk fue liberado de la Torre y, poco después, participó en una conspiración mucho más peligrosa que la anterior. Un banquero italiano, Roberto Ridolfi, actuó como intermediario entre el duque y María para que ambos se casaran con el apoyo de potencias extranjeras. De hecho, en el plan, el duque de Alba invadiría Inglaterra desde los Países Bajos Españoles para provocar un levantamiento de los católicos ingleses, con el que Isabel I sería capturada y María ascendería al trono junto con su futuro consorte, quien probablemente sería el gobernador de los Países Bajos y medio hermano de Felipe II de España, Juan de Austria. Contaban con el respaldo del papa Gregorio XIII, pero ni Felipe II ni el duque de Alba tenían intenciones de asistir al duque y además la rebelión en Inglaterra no estaba garantizada. Isabel I, puesta en alerta por el gran duque de Toscana, se había enterado fácilmente de los planes de Ridolfi, descubrió el complot e hizo arrestar a los conspiradores. Norfolk, detenido el 7 de septiembre de 1571, fue juzgado en enero de 1572 y ejecutado el 2 de junio del mismo año. Con el apoyo de la reina, el Parlamento presentó un proyecto de ley que impedía que María ascendiera al trono inglés en 1572, aunque Isabel I se negó inesperadamente a dar su consentimiento real. Se publicaron las «cartas del cofre» en Londres para desacreditar a la detenida y continuaron las tramas centradas en ella. Después de la conspiración de Throckmorton de 1583, Walsingham presentó en el Parlamento los proyectos del «Vínculo de Asociación» (Bond of Association) y la Ley para la Seguridad de la Reina, que castigaba con la muerte a cualquiera que conspirase contra Isabel I e impedía que un sucesor putativo se beneficiara de su asesinato. Dadas las numerosas conjuras en su nombre, el «Vínculo de Asociación» resultó ser un precedente legal clave para su posterior sentencia de muerte; no era legalmente vinculante, pero fue firmado por miles de personas, incluso la propia María.
En 1584, María propuso una «asociación» con su hijo Jacobo VI y anunció que estaba lista para quedarse en Inglaterra, que renunciaría a la bula de excomunión del romano pontífice y se retiraría de la escena política, con lo que supuestamente abandonaría sus reclamaciones sobre la Corona inglesa. Asimismo, se ofreció para participar en una liga ofensiva contra Francia. En cuanto a Escocia, propuso una amnistía general, apoyó la idea de que Jacobo VI debía casarse con el consentimiento de Isabel I y, también, que no habría ningún cambio en asuntos de religión. Su única condición era la inmediata flexibilización de las condiciones de su cautiverio. Jacobo VI estuvo de acuerdo con la idea por un tiempo, pero luego la rechazó y firmó un tratado de alianza con Isabel I, con el que abandonó a su madre. La reina inglesa también rehusó la «asociación» porque no confiaba en que su prima cesara de conspirar contra ella durante las negociaciones.

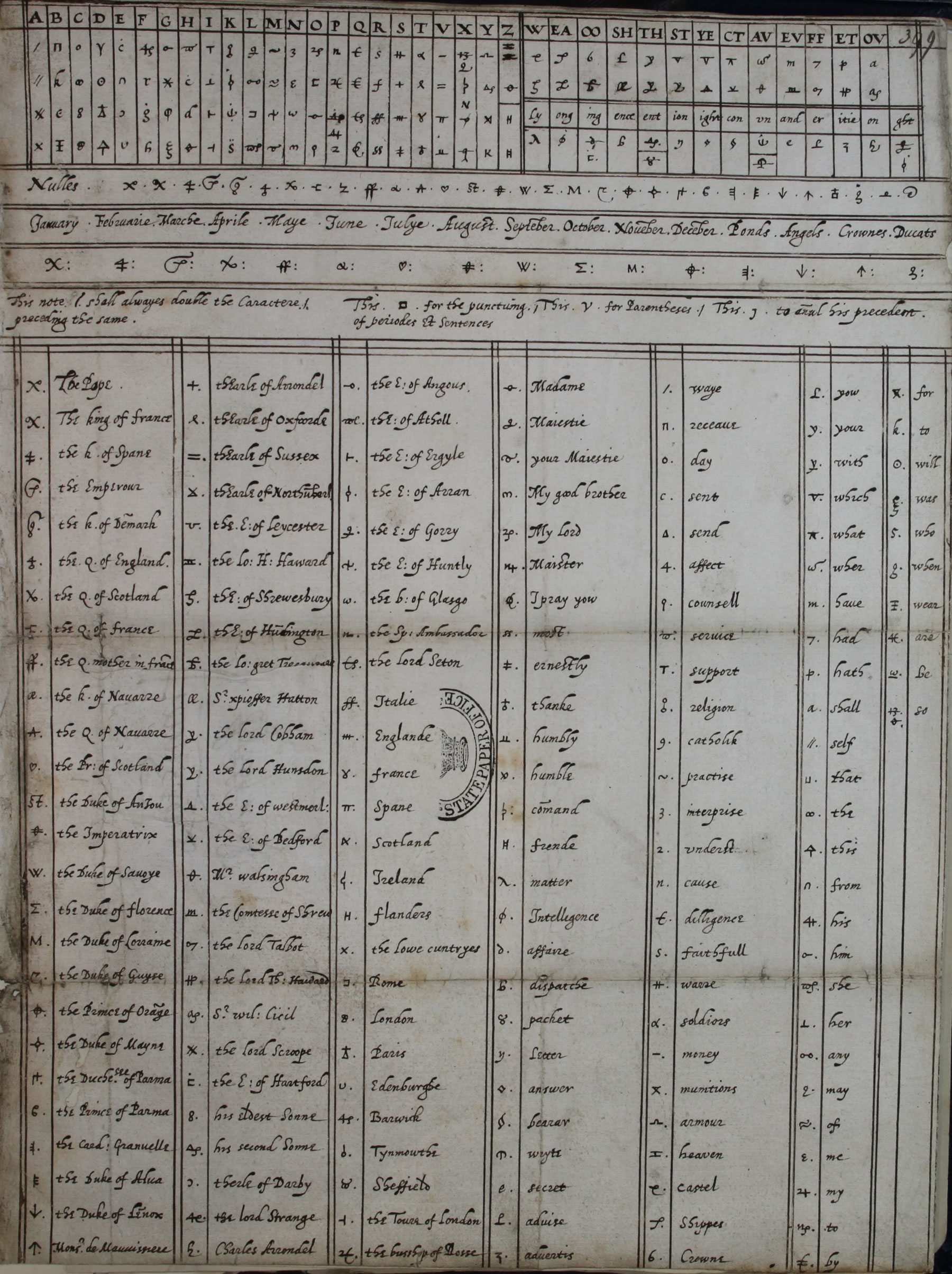
Tabla de códigos cifrados utilizada por la secretaria de María en la conspiración de Anthony Babington.

En febrero de 1585, el espía galés William Parry fue condenado a muerte por conspirar en un intento de asesinato de Isabel I, sin que María lo supiera, aunque su propio agente Thomas Morgan estaba implicado en la trama. Tras esto, se urdió el llamado complot de Babington, el resultado de varias confabulaciones con diferentes propósitos, pero que en realidad era una trampa tendida por Francis Walsingham, el líder de los espías de Isabel I, y los nobles ingleses contra María, ya que consideraban inevitable la ejecución de la «monstruosa dragona escocesa». Desde abril de 1585, María estaba confinada en el castillo de Tutbury, bajo la custodia de Amias Paulet, un puritano «inmune al encanto» de la reina destronada y que, a diferencia de Knollys y Shrewsbury, la encontraba molesta e hizo lo posible por endurecer las condiciones de su aislamiento. Paulet leía todas las cartas de María y también le impedía enviarlas secretamente a través de las lavanderas; además, no toleraba que diera caridad a los pobres, porque creía que era una forma de congraciarse con el pueblo local. Llegó al punto de querer quemarle un paquete que contenía «inmundicia abominable», a saber, rosarios y telas de seda con la inscripción Agnus Dei («Cordero de Dios»). Debido a que María no toleraba el ambiente malsano de Tutbury, decidieron trasladarla a una mansión solariega rodeada de un foso en Chartley, residencia del conde de Essex, a donde llegó en Navidad.
Gilbert Gifford, un mensajero involucrado en el plan para liberar a María, a su regreso de Francia, fue capturado por Walsingham y le convenció para que trabajara para él: una vez que Paulet fue informado, Gifford pudo contactar a María, quien no había recibido cartas desde el año pasado, y le puso al tanto de una forma de contactar con sus corresponsales franceses, sin que Paulet se enterara. María dictaba sus cartas a su secretaria, quien las codificaba, las envolvía en una bolsa de cuero y las insertaba en los tapones de barriles de cerveza que abastecían regularmente al palacio. Las cartas llegaban a manos de Gifford en la cercana Burton y se las entregaba a Paulet, quien las descifraba y las enviaba a Londres con Walsingham. Una vez copiadas, Gifford las entregaba al embajador francés, quien las llevaba consigo a Thomas Morgan, corresponsal de María en París.
De esta manera, la falsa conspiración de Gifford para liberar a María se encontró con un complot real de unos jóvenes caballeros ingleses católicos. El líder de este grupo, que veía a la reina escocesa como una mártir, era Anthony Babington: su plan era matar a Isabel I y colocar a María en el trono. Babington, quien había tenido contacto con Morgan en el pasado, sin saberlo había caído en la trampa de Walsingham. María, al no prestar tanta atención a las intrigas de la nobleza local, se sentía a salvo con Babington y Morgan; por ello, entró en correspondencia con Babington, quien el 14 de julio le envió el plan de fuga y regicidio de Isabel I. Walsingham, con la carta de Babington ya descifrada, esperaba la respuesta de María, que usaría para acusarla de alta traición. María, confundida e indecisa sobre qué hacer, pidió opinión a su secretaria, quien le aconsejó que abandonara esos planes, como siempre hacía. Al final, María decidió responder y, el 17 de julio, escribió una carta en la que detallaba las condiciones de su liberación, pero no dio respuesta al plan de asesinato de su tía. De esta forma, su complicidad no estaba clara, razón por la que Phelippes, el descifrador de Walsingham, agregó una posdata relativa al intento de regicidio. Dos días después del envío, la misiva estaba en manos de Walsingham y Phelippes y, el 29 de julio, llegó a Babington, quien fue detenido el 14 de agosto y llevado a la Torre de Londres, donde confesó todo.

### Juicio

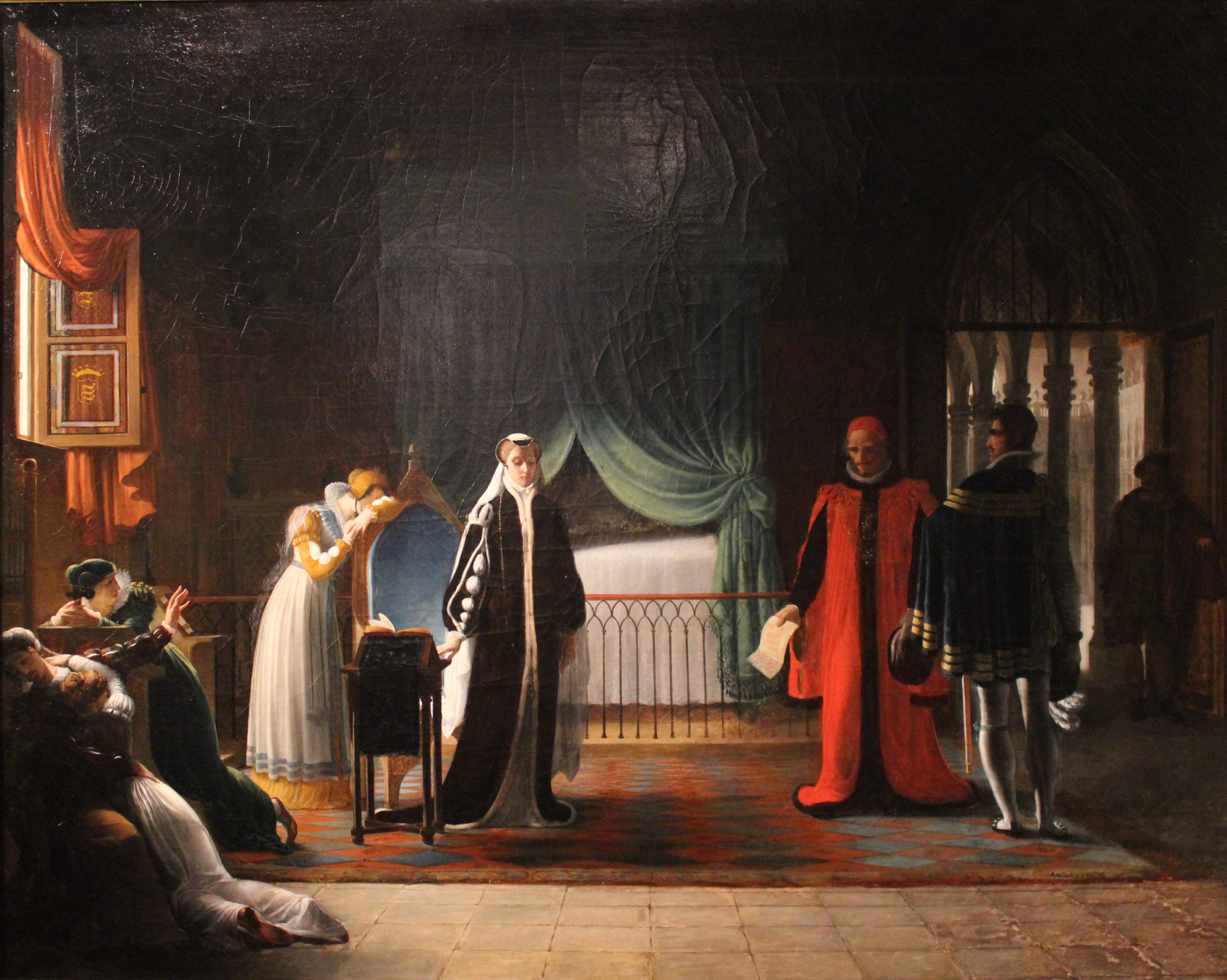
María Estuardo, reina de Escocia, recibe la sentencia de muerte recién ratificada por el Parlamento (1809), por Jean-Baptiste Vermay.

Una vez descubiertos, los conspiradores fueron torturados, juzgados sumariamente y descuartizados. El 11 de agosto de 1586, María fue arrestada mientras cabalgaba y llevada a la puerta de entrada de Tixall. Con las misivas interceptadas desde Chartley, los captores estaban convencidos de que María había ordenado el intento de asesinato de su tía. Siempre bajo custodia de Paulet, fue trasladada al castillo de Fotheringhay en un viaje de cuatro días, que finalizó el 25 de septiembre. A los juristas les resultó difícil organizar el proceso, ya que un soberano extranjero no podía ser juzgado y, en tal caso, tendría que ser enviado al exilio; buscaron antecedentes de otros monarcas procesados en un tribunal, pero los resultados fueron poco concluyentes: el desconocido Cayetano —tetrarca de la época de Julio César—, Licinio —cuñado de Constantino I—, Conradino de Suabia y Juana I de Nápoles. Tampoco contaban con suficientes instrumentos legales: de hecho, en ese momento, la ley disponía que un acusado fuese juzgado por sus pares y estaba claro que ninguno de los más altos lores ingleses era como la reina escocesa; además, la propia Isabel I no podía juzgarla. Al final, los juristas se basaron en el hecho de que el «crimen» había ocurrido en Inglaterra y, con este argumento, pudieron proceder y establecer un tribunal formado por los nobles ingleses más importantes.
En octubre se creó el tribunal de treinta y seis nobles, entre ellos Cecil, Shrewsbury y Walsingham, para juzgar a María por el delito de alta traición, de acuerdo a la Ley para la Seguridad de la Reina. Enardecida, negó los cargos y, al principio, rehusó someterse al proceso. Ante los embajadores ingleses que la citaron el 11 de octubre, dijo: «¿Cómo es que vuestra señora no sabe que nací reina? ¿Creéis que denigraré mi posición, mi estatus, la familia de la que vengo, el niño que me sucederá, los reyes y príncipes extranjeros cuyos derechos son pisoteados en mi persona, al aceptar tal requerimiento? ¡No! ¡Nunca! Por más torcido que parezca, mi corazón es firme y no sufrirá ninguna humillación». Al día siguiente, recibió la visita de una delegación de comisionados, entre ellos Thomas Bromley, quien le dijo que, aunque protestara, era una súbdita inglesa y estaba sujeta a las leyes de Inglaterra y, por tanto, debía presentarse al juicio, porque, en caso contrario, sería condenada in absentia. María se estremeció, lloró y rebatió el trato de súbdita inglesa y que habría preferido «morir mil veces» antes que reconocerse como tal, ya que estaría negando el derecho divino de los reyes y admitiendo la supremacía de las leyes inglesas también desde el punto de vista religioso. Finalmente les dijo: «mirad vuestras conciencias y recordad que el teatro mundial es más amplio que el reino de Inglaterra».
Consciente de que irremediablemente sería condenada a muerte, capituló el 14 de octubre y en sus cartas comparó el proceso con pasajes de la Pasión de Cristo. En el juicio protestó porque le negaron la revisión de la evidencia, le quitaron sus documentos y le impidieron el acceso a un abogado, y alegó que, al ser una reina ungida extranjera «consagrada por Dios», nunca había sido una súbdita inglesa y, por tanto, no podía ser condenada por traición. Después del primer día del juicio, cansada y afligida, dijo a sus sirvientes que se sentía como Jesús frente a los fariseos que gritaban «¡Fuera! ¡Fuera! ¡Crucifícalo!» (cf. Juan 19:15). Al final del juicio, pronunció ante sus jueces: «mis señores y caballeros, pongo mi caso en manos de Dios».

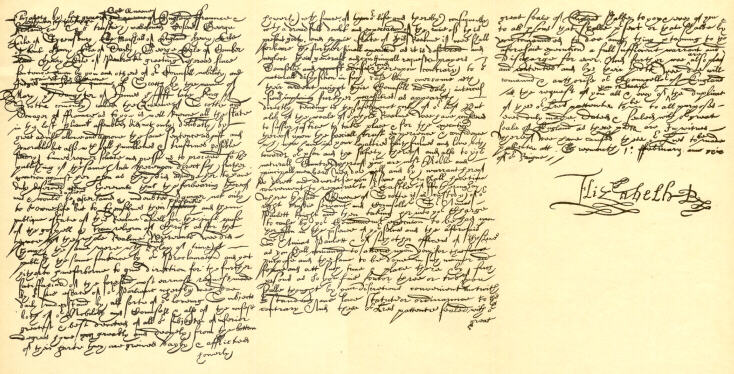
Sentencia de muerte de María firmada por Isabel I

Fue declarada culpable el 25 de octubre y sentenciada a muerte casi por unanimidad, excepto por un comisionado, lord Zouche, quien expresó cierta disidencia. Sin embargo, Isabel I titubeó en el momento de firmar la ejecución, incluso con el Parlamento inglés presionando para cumplir la sentencia, debido a que estaba preocupada de que el asesinato de una reina extranjera sentara un precedente infame y temía las consecuencias, sobre todo si, en venganza, Jacobo VI de Escocia, el hijo de la condenada, organizase una alianza con las potencias católicas para invadir Inglaterra. Al no soportar tanta responsabilidad, Isabel I preguntó a Paulet, el último custodio de su sobrina, si podría idear una manera clandestina de «acortar la vida» de María para evitar las consecuencias de una ejecución formal, pero él rechazó hacerlo porque no haría «un naufragio de mi conciencia o dejar una mancha tan grande en mi humilde descendencia». El 1 de febrero de 1587, Isabel I firmó la sentencia de muerte y la confió a William Davison, un consejero privado. El 3 de febrero, diez miembros del consejo privado de Inglaterra —convocados por Cecil sin el conocimiento de la reina— decidieron cumplir inmediatamente con la sentencia.

### Ejecución

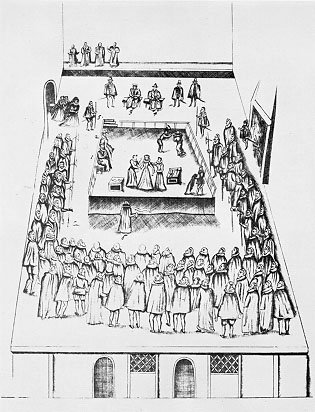
La escena de la ejecución dibujada por el testigo Robert Beale.

En Fotheringhay, la noche del 7 de febrero de 1587, comunicaron a María su ejecución al día siguiente. Pasó las últimas horas de su vida rezando, repartiendo sus pertenencias entre su círculo cercano y escribiendo su testamento y una carta dirigida al rey de Francia. Mientras tanto, se erigió el cadalso en el gran salón del castillo, de dos pies (0.6 m) de altura y cubierto con mantos negros. Tenía dos o tres escalones y estaba amueblado con el tajo, un cojín para que se arrodillara y tres banquillos, para ella y los condes de Shrewsbury y Kent, quienes estuvieron presentes durante la ejecución. El verdugo Bull y su ayudante se postraron ante ella y le pidieron perdón, ya que era habitual que lo hicieran ante los sentenciados a muerte; ella respondió: «os perdono con todo mi corazón, porque ahora, espero, daréis fin a todos mis problemas». Sus sirvientas —Jane Kennedy y Elizabeth Curle— y los verdugos la ayudaron a quitarse las prendas externas, que revelaron un tontillo de terciopelo y un par de mangas marrón carmesí, el color de la pasión de los mártires católicos, especialmente elegido por ella porque quería morir como una mártir católica ante los protestantes ingleses, con un corpiño negro satinado y adornos negros. Cuando se desvistió, sonrió y dijo que «nunca nadie [me había] preparado así... ni nunca [me había] quitado la ropa acompañada». Kennedy le cubrió los ojos con un velo blanco bordado en oro. María se arrodilló sobre el cojín enfrente del tajo, colocó su cabeza encima y extendió los brazos. Sus últimas palabras fueron: In manus tuas, Domine, commendo spiritum meum («En tus manos, oh Señor, encomiendo mi espíritu»; cf. Lucas 23:46).

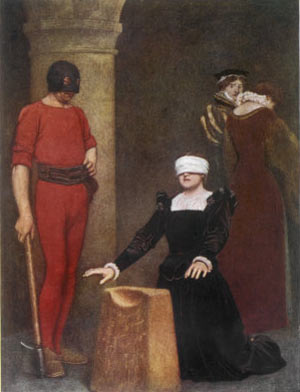
María, reina de Escocia, a punto de ser ejecutada en Fotheringay (1916), por James D. Linton.

El verdugo no la decapitó de un tajo. El primero rozó el cuello y cayó sobre la parte posterior de su cabeza, mientras el segundo golpe cortó el cuello, excepto algunos tendones, que el verdugo cercenó usando el hacha. Después, levantó la cabeza y declaró: «Dios salve a la reina» (God save the Queen). En ese momento, los rizos castaños resultaron ser una peluca y la cabeza cayó al suelo, y evidenció que tenía pelo cano y muy corto. El sobrino de Cecil, presente en la ejecución, informó a su tío que los «labios se agitaron hacia arriba y abajo un cuarto de hora después de que cortaron la cabeza» y que un perro pequeño, propiedad de la reina, salió de su escondite entre las faldas, aunque el testigo presencial Emanuel Tomascon no incluyó esos detalles en su «informe exhaustivo». Los artículos que ella supuestamente utilizó o llevó en su ejecución son de dudosa procedencia; los relatos contemporáneos afirman que su ropa, el tajo y todo lo que tocó su sangre fueron quemados en la chimenea del gran salón para evitar a los cazadores de reliquias.
Cuando Isabel I supo lo que había ocurrido, se indignó y afirmó que Davison había desobedecido sus instrucciones de no desvincularse de la orden y que el consejo privado había actuado sin su autorización. Las vacilaciones de la reina inglesa y sus disposiciones deliberadamente vagas sugieren una negación plausible para tratar de no involucrarse directamente con la ejecución de su prima. Davison fue arrestado, recluido en la Torre de Londres y declarado culpable de conducta negligente, aunque fue liberado diecinueve meses después de que Cecil y Walsingham intercedieran en su nombre.
La petición de María de ser enterrada en Francia fue rechazada por Isabel I. Su cuerpo fue embalsamado y colocado en un ataúd de plomo protegido hasta su entierro, en una ceremonia protestante, en la catedral de Peterborough a finales de julio de 1587. Sus entrañas, extraídas como parte del proceso de embalsamamiento, fueron enterradas en secreto dentro del castillo de Fotheringhay. Su cuerpo fue exhumado en 1612 por orden de su hijo Jacobo VI (Jacobo I en Inglaterra) para su inhumación en la abadía de Westminster, en una capilla frente a la tumba de Isabel I. En 1867 se abrió la tumba en un intento de determinar el sitio de descanso del rey Jacobo I, quien fue encontrado con Enrique VII, pero muchos de sus otros descendientes como —Isabel de Bohemia, el príncipe Ruperto del Rin y los hijos de Ana de Gran Bretaña— estaban enterrados en la cripta de María.

## Legado

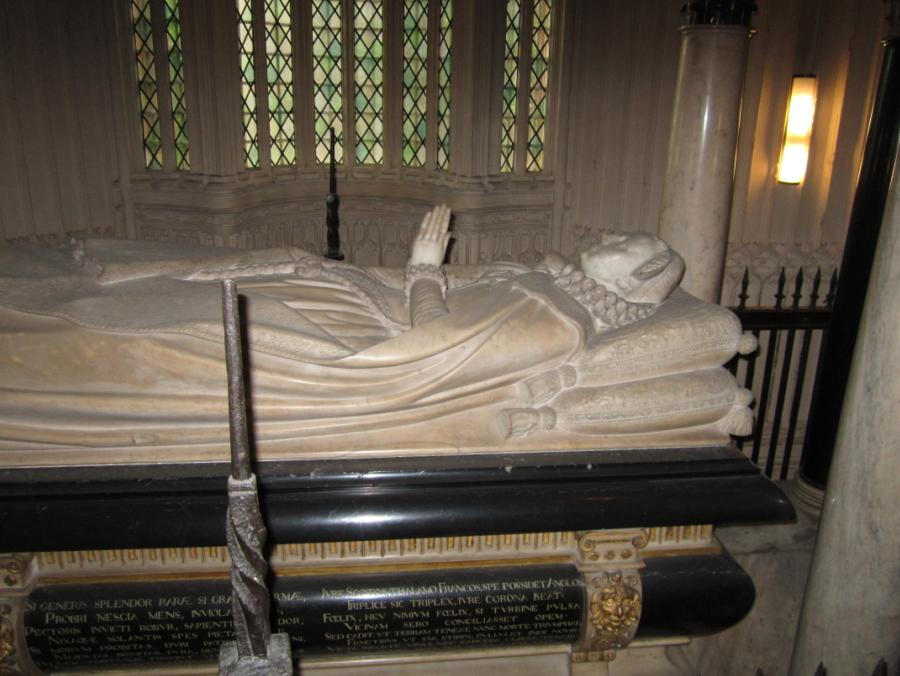
Efigie de su tumba en la abadía de Westminster.

Las opiniones en el siglo XVI se dividían entre reformadores protestantes —como George Buchanan y John Knox—, que la vilipendiaron sin piedad, y apologistas católicos —como Adam Blackwood—, que la alabaron, defendieron y elogiaron. Después de la coronación de su hijo en Inglaterra, el historiador William Camden redactó una biografía autorizada y basada en documentos originales, en la que condenó las valoraciones de Buchanan como supercherías y «enfatizó en las malas fortunas de María en lugar de su personalidad maligna». Las interpretaciones divergentes persistieron en el siglo XVIII: William Robertson y David Hume argumentaron que las «cartas del cofre» eran verdaderas y que María era culpable de adulterio y asesinato, mientras que William Tytler opinaba lo contrario. En la segunda mitad del siglo XX, la obra Mary Queen of Scots de Antonia Fraser fue catalogada por Wormald como el trabajo «más objetivo [... y] libre de los excesos de adulación o ataques» que habían caracterizado a las biografías antiguas; sus contemporáneos Gordon Donaldson e Ian B. Cowan también produjeron trabajos con redacción neutral. Jenny Wormald concluyó que la vida de María fue un fracaso trágico porque no pudo hacer nada frente a las denuncias que le imputaron; su opinión disidente contrastaba con una tradición historiográfica posterior a Fraser en la que la reina escocesa era vista como un peón en manos de nobles confabuladores.
No existen pruebas concretas de su complicidad en el asesinato de Darnley o de una conspiración con Bothwell; tales acusaciones se basaron en suposiciones, por lo que la biografía de Buchanan ha sido desacreditada como una «fantasía casi plena». El coraje de María en su ejecución ayudó a establecer su imagen popular como la víctima heroica de las tragedias dramáticas.

## Genealogía
| \| \| \| \| \| \| \| \| \| \| \| \| \| \| \| \| \| \| \| \| \| \| \| \| \| Jacobo II de Escocia \| \| \| \| \| \| \| \| \| \| \| \| \| \| \| \| \| \| \| \| \| \| \| \| \| \| \| \| \| \| \| \| \| \| \| \| \| \| \| \| \| \| \| \| \| \| \| \| \| \| \| \| \| \| \| \| \| \| \| \| \| \| \| \| \| \| \| \| \| \| \| \| \| \| \| \| \| \| \| \| \| \| \| \| \| \| \| \| \| \| \| \| \| \| \| \| \| \| \| \| \| \| \| \| \| \| \| \| \| \| \| \| \| \| \| \| \| \| \| \| \| \| \| \| \| \| \| \| \| \| \| \| \| \| \| \| \| \| \| \| \| \| \| \| \| \| \| \| \| \| \| \| \| \| \| \| \| \| \| \| \| \| \| \| \| \| \| \| \| \| \| \| \| \| \| \| \| \| \| \| \| \| \| \| \| \| \| \| \| \| \| \| \| \| \| \| \| \| \| \| \| \| \| \| \| \| \| \| \| \| \| \| \| \| \| Jacobo III de Escocia \| Jacobo III de Escocia \| Jacobo III de Escocia \| Jacobo III de Escocia \| Jacobo III de Escocia \| Jacobo III de Escocia \| \| \| María Estuardo, condesa de Arran \| María Estuardo, condesa de Arran \| María Estuardo, condesa de Arran \| María Estuardo, condesa de Arran \| María Estuardo, condesa de Arran \| María Estuardo, condesa de Arran \| \| \| \| \| \| \| \| \| \| \| \| \| \| \| \| \| \| \| \| \| \| \| \| \| \| \| \| \| \| \| \| \| \| \| \| \| \| \| \| \| \| \| \| \| \| \| \| \| \| \| \| \| \| \| \| \| \| \| \| Jacobo III de Escocia \| Jacobo III de Escocia \| Jacobo III de Escocia \| Jacobo III de Escocia \| Jacobo III de Escocia \| Jacobo III de Escocia \| \| \| María Estuardo, condesa de Arran \| María Estuardo, condesa de Arran \| María Estuardo, condesa de Arran \| María Estuardo, condesa de Arran \| María Estuardo, condesa de Arran \| María Estuardo, condesa de Arran \| \| \| \| \| \| \| \| \| \| \| \| \| \| \| \| \| \| \| \| \| \| \| \| \| \| \| \| \| \| \| \| \| \| \| \| \| \| \| \| \| \| \| \| \| \| \| \| \| \| \| \| \| \| \| \| \| \| \| \| \| \| \| \| \| \| \| \| \| \| \| \| \| \| \| \| \| \| \| \| \| \| \| \| \| \| \| \| \| \| \| \| \| \| \| \| \| \| \| \| \| \| \| \| \| \| \| \| \| \| \| \| \| \| \| \| \| \| \| \| \| \| \| \| \| \| \| \| \| \| \| \| \| \| \| \| \| James Hamilton, I conde de Arran \| James Hamilton, I conde de Arran \| James Hamilton, I conde de Arran \| James Hamilton, I conde de Arran \| James Hamilton, I conde de Arran \| James Hamilton, I conde de Arran \| \| \| Elizabeth Hamilton \| Elizabeth Hamilton \| Elizabeth Hamilton \| Elizabeth Hamilton \| Elizabeth Hamilton \| Elizabeth Hamilton \| \| \| \| \| \| \| \| \| \| \| \| \| \| \| \| \| \| \| \| \| \| \| \| \| \| \| \| \| \| \| \| \| \| \| \| \| \| \| \| \| \| \| \| \| \| \| \| \| \| \| \| \| \| \| \| \| \| \| \| James Hamilton, I conde de Arran \| James Hamilton, I conde de Arran \| James Hamilton, I conde de Arran \| James Hamilton, I conde de Arran \| James Hamilton, I conde de Arran \| James Hamilton, I conde de Arran \| \| \| Elizabeth Hamilton \| Elizabeth Hamilton \| Elizabeth Hamilton \| Elizabeth Hamilton \| Elizabeth Hamilton \| Elizabeth Hamilton \| \| \| \| \| \| \| \| \| \| \| \| \| \| \| \| \| \| \| \| \| \| \| \| \| \| \| \| \| \| \| \| \| \| \| \| \| \| \| \| \| \| \| \| \| \| \| \| \| \| \| \| \| \| \| \| \| \| \| \| James Hamilton, II conde de Arran \| James Hamilton, II conde de Arran \| James Hamilton, II conde de Arran \| James Hamilton, II conde de Arran \| James Hamilton, II conde de Arran \| James Hamilton, II conde de Arran \| \| \| John Estuardo, III conde de Lennox \| John Estuardo, III conde de Lennox \| John Estuardo, III conde de Lennox \| John Estuardo, III conde de Lennox \| John Estuardo, III conde de Lennox \| John Estuardo, III conde de Lennox \| \| \| Enrique VII de Inglaterra \| Enrique VII de Inglaterra \| Enrique VII de Inglaterra \| Enrique VII de Inglaterra \| Enrique VII de Inglaterra \| Enrique VII de Inglaterra \| \| \| Isabel de York \| Isabel de York \| Isabel de York \| Isabel de York \| Isabel de York \| Isabel de York \| \| \| \| \| \| \| \| \| \| \| \| \| \| \| \| \| \| \| \| \| \| \| \| \| \| \| \| \| \| \| \| \| \| \| \| \| \| \| \| \| \| \| \| James Hamilton, II conde de Arran \| James Hamilton, II conde de Arran \| James Hamilton, II conde de Arran \| James Hamilton, II conde de Arran \| James Hamilton, II conde de Arran \| James Hamilton, II conde de Arran \| \| \| John Estuardo, III conde de Lennox \| John Estuardo, III conde de Lennox \| John Estuardo, III conde de Lennox \| John Estuardo, III conde de Lennox \| John Estuardo, III conde de Lennox \| John Estuardo, III conde de Lennox \| \| \| Enrique VII de Inglaterra \| Enrique VII de Inglaterra \| Enrique VII de Inglaterra \| Enrique VII de Inglaterra \| Enrique VII de Inglaterra \| Enrique VII de Inglaterra \| \| \| Isabel de York \| Isabel de York \| Isabel de York \| Isabel de York \| Isabel de York \| Isabel de York \| \| \| \| \| \| \| \| \| \| \| \| \| \| \| \| \| \| \| \| \| \| \| \| \| \| \| \| \| \| \| \| \| \| \| \| \| \| \| \| \| \| \| \| \| \| \| \| \| \| \| \| \| \| \| \| \| \| \| \| \| \| \| \| \| \| \| \| \| \| \| \| \| \| \| \| \| \| \| \| \| \| \| \| \| \| \| \| \| \| \| \| \| \| \| \| \| \| \| \| \| \| \| \| \| \| \| \| \| \| \| \| \| \| \| \| \| \| \| \| \| \| \| \| \| \| \| \| \| \| \| \| \| \| \| \| \| \| \| \| \| \| \| \| \| \| \| \| \| \| \| \| \| \| \| \| \| \| \| \| \| \| \| \| \| \| \| \| \| \| Claudio I de Guisa \| Claudio I de Guisa \| Claudio I de Guisa \| Claudio I de Guisa \| Claudio I de Guisa \| Claudio I de Guisa \| \| \| Antonieta de Borbón-Vendome \| Antonieta de Borbón-Vendome \| Antonieta de Borbón-Vendome \| Antonieta de Borbón-Vendome \| Antonieta de Borbón-Vendome \| Antonieta de Borbón-Vendome \| \| \| Jacobo IV de Escocia \| Jacobo IV de Escocia \| Jacobo IV de Escocia \| Jacobo IV de Escocia \| Jacobo IV de Escocia \| Jacobo IV de Escocia \| \| \| \| \| \| \| \| \| \| \| Margarita Tudor \| Margarita Tudor \| Margarita Tudor \| Margarita Tudor \| Margarita Tudor \| Margarita Tudor \| \| \| Archibald Douglas, VI conde de Angus \| Archibald Douglas, VI conde de Angus \| Archibald Douglas, VI conde de Angus \| Archibald Douglas, VI conde de Angus \| Archibald Douglas, VI conde de Angus \| Archibald Douglas, VI conde de Angus \| \| \| \| \| \| \| Enrique VIII de Inglaterra \| Enrique VIII de Inglaterra \| Enrique VIII de Inglaterra \| Enrique VIII de Inglaterra \| Enrique VIII de Inglaterra \| Enrique VIII de Inglaterra \| \| \| \| \| \| \| \| \| \| \| \| \| \| \| \| Claudio I de Guisa \| Claudio I de Guisa \| Claudio I de Guisa \| Claudio I de Guisa \| Claudio I de Guisa \| Claudio I de Guisa \| \| \| Antonieta de Borbón-Vendome \| Antonieta de Borbón-Vendome \| Antonieta de Borbón-Vendome \| Antonieta de Borbón-Vendome \| Antonieta de Borbón-Vendome \| Antonieta de Borbón-Vendome \| \| \| Jacobo IV de Escocia \| Jacobo IV de Escocia \| Jacobo IV de Escocia \| Jacobo IV de Escocia \| Jacobo IV de Escocia \| Jacobo IV de Escocia \| \| \| \| \| \| \| \| \| \| \| Margarita Tudor \| Margarita Tudor \| Margarita Tudor \| Margarita Tudor \| Margarita Tudor \| Margarita Tudor \| \| \| Archibald Douglas, VI conde de Angus \| Archibald Douglas, VI conde de Angus \| Archibald Douglas, VI conde de Angus \| Archibald Douglas, VI conde de Angus \| Archibald Douglas, VI conde de Angus \| Archibald Douglas, VI conde de Angus \| \| \| \| \| \| \| Enrique VIII de Inglaterra \| Enrique VIII de Inglaterra \| Enrique VIII de Inglaterra \| Enrique VIII de Inglaterra \| Enrique VIII de Inglaterra \| Enrique VIII de Inglaterra \| \| \| \| \| \| \| \| \| \| \| \| \| \| \| \| \| \| \| \| \| \| \| \| \| \| \| \| \| \| \| \| \| \| \| \| \| \| \| \| \| \| \| \| \| \| \| \| \| \| \| \| \| \| \| \| \| \| \| \| \| \| \| \| \| \| \| \| \| \| \| \| \| \| \| \| \| \| \| \| \| \| \| \| \| \| \| \| \| \| \| \| \| \| \| \| \| \| \| \| \| \| \| \| \| \| \| \| \| \| \| \| \| \| \| \| \| \| \| \| \| \| \| \| \| \| \| \| \| \| \| \| \| \| \| \| \| \| \| \| \| \| \| \| \| \| \| \| \| \| \| \| \| \| \| \| \| \| Francisco de Guisa \| Francisco de Guisa \| Francisco de Guisa \| Francisco de Guisa \| Francisco de Guisa \| Francisco de Guisa \| \| \| Carlos de Lorena-Guisa \| Carlos de Lorena-Guisa \| Carlos de Lorena-Guisa \| Carlos de Lorena-Guisa \| Carlos de Lorena-Guisa \| Carlos de Lorena-Guisa \| \| \| María de Guisa \| María de Guisa \| María de Guisa \| María de Guisa \| María de Guisa \| María de Guisa \| \| \| Jacobo V de Escocia \| Jacobo V de Escocia \| Jacobo V de Escocia \| Jacobo V de Escocia \| Jacobo V de Escocia \| Jacobo V de Escocia \| \| \| Matthew Estuardo, IV conde de Lennox \| Matthew Estuardo, IV conde de Lennox \| Matthew Estuardo, IV conde de Lennox \| Matthew Estuardo, IV conde de Lennox \| Matthew Estuardo, IV conde de Lennox \| Matthew Estuardo, IV conde de Lennox \| \| \| Margarita Douglas \| Margarita Douglas \| Margarita Douglas \| Margarita Douglas \| Margarita Douglas \| Margarita Douglas \| \| \| Eduardo VI de Inglaterra \| Eduardo VI de Inglaterra \| Eduardo VI de Inglaterra \| Eduardo VI de Inglaterra \| Eduardo VI de Inglaterra \| Eduardo VI de Inglaterra \| \| \| María I de Inglaterra \| María I de Inglaterra \| María I de Inglaterra \| María I de Inglaterra \| María I de Inglaterra \| María I de Inglaterra \| \| \| Isabel I de Inglaterra \| Isabel I de Inglaterra \| Isabel I de Inglaterra \| Isabel I de Inglaterra \| Isabel I de Inglaterra \| Isabel I de Inglaterra \| \| \| \| Francisco de Guisa \| Francisco de Guisa \| Francisco de Guisa \| Francisco de Guisa \| Francisco de Guisa \| Francisco de Guisa \| \| \| Carlos de Lorena-Guisa \| Carlos de Lorena-Guisa \| Carlos de Lorena-Guisa \| Carlos de Lorena-Guisa \| Carlos de Lorena-Guisa \| Carlos de Lorena-Guisa \| \| \| María de Guisa \| María de Guisa \| María de Guisa \| María de Guisa \| María de Guisa \| María de Guisa \| \| \| Jacobo V de Escocia \| Jacobo V de Escocia \| Jacobo V de Escocia \| Jacobo V de Escocia \| Jacobo V de Escocia \| Jacobo V de Escocia \| \| \| Matthew Estuardo, IV conde de Lennox \| Matthew Estuardo, IV conde de Lennox \| Matthew Estuardo, IV conde de Lennox \| Matthew Estuardo, IV conde de Lennox \| Matthew Estuardo, IV conde de Lennox \| Matthew Estuardo, IV conde de Lennox \| \| \| Margarita Douglas \| Margarita Douglas \| Margarita Douglas \| Margarita Douglas \| Margarita Douglas \| Margarita Douglas \| \| \| Eduardo VI de Inglaterra \| Eduardo VI de Inglaterra \| Eduardo VI de Inglaterra \| Eduardo VI de Inglaterra \| Eduardo VI de Inglaterra \| Eduardo VI de Inglaterra \| \| \| María I de Inglaterra \| María I de Inglaterra \| María I de Inglaterra \| María I de Inglaterra \| María I de Inglaterra \| María I de Inglaterra \| \| \| Isabel I de Inglaterra \| Isabel I de Inglaterra \| Isabel I de Inglaterra \| Isabel I de Inglaterra \| Isabel I de Inglaterra \| Isabel I de Inglaterra \| \| \| \| \| \| \| \| \| \| \| \| \| \| \| \| \| \| \| \| \| \| \| \| \| \| \| \| \| \| \| \| \| \| \| \| \| \| \| \| \| \| \| \| \| \| \| \| \| \| \| \| \| \| \| \| \| \| \| \| \| \| \| \| \| \| \| \| \| \| \| \| \| \| \| \| \| \| \| \| \| \| \| \| \| \| \| \| \| \| \| \| \| \| \| \| \| \| \| \| \| \| \| \| \| \| \| \| \| \| \| \| \| \| \| \| \| \| \| \| \| \| \| \| \| \| \| \| \| \| \| \| \| \| \| \| \| \| \| \| \| \| \| \| \| \| \| \| \| \| \| \| \| \| \| \| \| \| \| \| Jacobo Estuardo, I conde de Moray \| Jacobo Estuardo, I conde de Moray \| Jacobo Estuardo, I conde de Moray \| Jacobo Estuardo, I conde de Moray \| Jacobo Estuardo, I conde de Moray \| Jacobo Estuardo, I conde de Moray \| \| \| María I de Escocia \| María I de Escocia \| María I de Escocia \| María I de Escocia \| María I de Escocia \| María I de Escocia \| \| \| \| \| \| \| \| \| \| \| Enrique Estuardo, lord Darnley \| Enrique Estuardo, lord Darnley \| Enrique Estuardo, lord Darnley \| Enrique Estuardo, lord Darnley \| Enrique Estuardo, lord Darnley \| Enrique Estuardo, lord Darnley \| \| \| \| \| \| \| \| \| \| \| \| \| \| \| \| \| \| \| \| \| \| \| \| \| \| \| \| \| \| \| \| \| \| \| \| \| \| \| \| \| \| \| \| Jacobo Estuardo, I conde de Moray \| Jacobo Estuardo, I conde de Moray \| Jacobo Estuardo, I conde de Moray \| Jacobo Estuardo, I conde de Moray \| Jacobo Estuardo, I conde de Moray \| Jacobo Estuardo, I conde de Moray \| \| \| María I de Escocia \| María I de Escocia \| María I de Escocia \| María I de Escocia \| María I de Escocia \| María I de Escocia \| \| \| \| \| \| \| \| \| \| \| Enrique Estuardo, lord Darnley \| Enrique Estuardo, lord Darnley \| Enrique Estuardo, lord Darnley \| Enrique Estuardo, lord Darnley \| Enrique Estuardo, lord Darnley \| Enrique Estuardo, lord Darnley \| \| \| \| \| \| \| \| \| \| \| \| \| \| \| \| \| \| \| \| \| \| \| \| \| \| \| \| \| \| \| \| \| \| \| \| \| \| \| \| \| \| \| \| \| \| \| \| \| \| \| \| \| \| \| \| \| \| \| \| \| \| \| \| \| \| \| \| \| \| \| \| \| \| \| \| \| \| \| \| \| \| \| \| \| \| \| \| \| \| \| \| \| \| \| \| \| \| \| \| \| \| \| \| \| \| \| \| \| \| \| \| \| \| \| \| \| \| \| \| \| \| \| \| \| \| \| \| \| \| \| \| \| Jacobo I de Inglaterra y VI de Escocia \| \| \| \| \| \| \| \| \| \| \| \| \| \| \| \| \| \| \| \| \| \| \| \| \| \| \| \| \| \| \| \| \| \| \| \| \| \| \| \| \| \| \| \| \| \| |                    |                    |                    |                    |                    |                    |                    |                        |                        |                                   |                                   |                                   |                                   |                                   |                                   |                             |                             |                    |                    |                       |                       |                       |                       |                                   |                                   |                                        |                                   |                                   |                                   |                                  |                                  |                                      |                                      |                                      |                                      |                                      |                                      |                                |                                |                           |                           |                           |                           |                                      |                                      |                                      |                                      |                                      |                                      |                          |                          |                          |                          |  |  |                            |                            |                            |                            |                            |                            |  |  |                        |                        |                        |                        |                        |                        |  |  |
| |                    |                    |                    |                    |                    |                    |                    |                        |                        |                                   |                                   |                                   |                                   |                                   |                                   |                             |                             |                    |                    |                       |                       |                       |                       | Jacobo II de Escocia              |                                   |                                        |                                   |                                   |                                   |                                  |                                  |                                      |                                      |                                      |                                      |                                      |                                      |                                |                                |                           |                           |                           |                           |                                      |                                      |                                      |                                      |                                      |                                      |                          |                          |                          |                          |  |  |                            |                            |                            |                            |                            |                            |  |  |                        |                        |                        |                        |                        |                        |  |  |
| |                    |                    |                    |                    |                    |                    |                    |                        |                        |                                   |                                   |                                   |                                   |                                   |                                   |                             |                             |                    |                    |                       |                       |                       |                       |                                   |                                   |                                        |                                   |                                   |                                   |                                  |                                  |                                      |                                      |                                      |                                      |                                      |                                      |                                |                                |                           |                           |                           |                           |                                      |                                      |                                      |                                      |                                      |                                      |                          |                          |                          |                          |  |  |                            |                            |                            |                            |                            |                            |  |  |                        |                        |                        |                        |                        |                        |  |  |
| |                    |                    |                    |                    |                    |                    |                    |                        |                        |                                   |                                   |                                   |                                   |                                   |                                   |                             |                             |                    |                    |                       |                       |                       |                       |                                   |                                   |                                        |                                   |                                   |                                   |                                  |                                  |                                      |                                      |                                      |                                      |                                      |                                      |                                |                                |                           |                           |                           |                           |                                      |                                      |                                      |                                      |                                      |                                      |                          |                          |                          |                          |  |  |                            |                            |                            |                            |                            |                            |  |  |                        |                        |                        |                        |                        |                        |  |  |
| |                    |                    |                    |                    |                    |                    |                    |                        |                        |                                   |                                   |                                   |                                   |                                   |                                   |                             |                             |                    |                    | Jacobo III de Escocia | Jacobo III de Escocia | Jacobo III de Escocia | Jacobo III de Escocia | Jacobo III de Escocia             | Jacobo III de Escocia             |                                        |                                   | María Estuardo, condesa de Arran  | María Estuardo, condesa de Arran  | María Estuardo, condesa de Arran | María Estuardo, condesa de Arran | María Estuardo, condesa de Arran     | María Estuardo, condesa de Arran     |                                      |                                      |                                      |                                      |                                |                                |                           |                           |                           |                           |                                      |                                      |                                      |                                      |                                      |                                      |                          |                          |                          |                          |  |  |                            |                            |                            |                            |                            |                            |  |  |                        |                        |                        |                        |                        |                        |  |  |
| |                    |                    |                    |                    |                    |                    |                    |                        |                        |                                   |                                   |                                   |                                   |                                   |                                   |                             |                             |                    |                    | Jacobo III de Escocia | Jacobo III de Escocia | Jacobo III de Escocia | Jacobo III de Escocia | Jacobo III de Escocia             | Jacobo III de Escocia             |                                        |                                   | María Estuardo, condesa de Arran  | María Estuardo, condesa de Arran  | María Estuardo, condesa de Arran | María Estuardo, condesa de Arran | María Estuardo, condesa de Arran     | María Estuardo, condesa de Arran     |                                      |                                      |                                      |                                      |                                |                                |                           |                           |                           |                           |                                      |                                      |                                      |                                      |                                      |                                      |                          |                          |                          |                          |  |  |                            |                            |                            |                            |                            |                            |  |  |                        |                        |                        |                        |                        |                        |  |  |
| |                    |                    |                    |                    |                    |                    |                    |                        |                        |                                   |                                   |                                   |                                   |                                   |                                   |                             |                             |                    |                    |                       |                       |                       |                       |                                   |                                   |                                        |                                   |                                   |                                   |                                  |                                  |                                      |                                      |                                      |                                      |                                      |                                      |                                |                                |                           |                           |                           |                           |                                      |                                      |                                      |                                      |                                      |                                      |                          |                          |                          |                          |  |  |                            |                            |                            |                            |                            |                            |  |  |                        |                        |                        |                        |                        |                        |  |  |
| |                    |                    |                    |                    |                    |                    |                    |                        |                        |                                   |                                   |                                   |                                   |                                   |                                   |                             |                             |                    |                    |                       |                       |                       |                       | James Hamilton, I conde de Arran  | James Hamilton, I conde de Arran  | James Hamilton, I conde de Arran       | James Hamilton, I conde de Arran  | James Hamilton, I conde de Arran  | James Hamilton, I conde de Arran  |                                  |                                  | Elizabeth Hamilton                   | Elizabeth Hamilton                   | Elizabeth Hamilton                   | Elizabeth Hamilton                   | Elizabeth Hamilton                   | Elizabeth Hamilton                   |                                |                                |                           |                           |                           |                           |                                      |                                      |                                      |                                      |                                      |                                      |                          |                          |                          |                          |  |  |                            |                            |                            |                            |                            |                            |  |  |                        |                        |                        |                        |                        |                        |  |  |
| |                    |                    |                    |                    |                    |                    |                    |                        |                        |                                   |                                   |                                   |                                   |                                   |                                   |                             |                             |                    |                    |                       |                       |                       |                       | James Hamilton, I conde de Arran  | James Hamilton, I conde de Arran  | James Hamilton, I conde de Arran       | James Hamilton, I conde de Arran  | James Hamilton, I conde de Arran  | James Hamilton, I conde de Arran  |                                  |                                  | Elizabeth Hamilton                   | Elizabeth Hamilton                   | Elizabeth Hamilton                   | Elizabeth Hamilton                   | Elizabeth Hamilton                   | Elizabeth Hamilton                   |                                |                                |                           |                           |                           |                           |                                      |                                      |                                      |                                      |                                      |                                      |                          |                          |                          |                          |  |  |                            |                            |                            |                            |                            |                            |  |  |                        |                        |                        |                        |                        |                        |  |  |
| |                    |                    |                    |                    |                    |                    |                    |                        |                        |                                   |                                   |                                   |                                   |                                   |                                   |                             |                             |                    |                    |                       |                       |                       |                       | James Hamilton, II conde de Arran | James Hamilton, II conde de Arran | James Hamilton, II conde de Arran      | James Hamilton, II conde de Arran | James Hamilton, II conde de Arran | James Hamilton, II conde de Arran |                                  |                                  | John Estuardo, III conde de Lennox   | John Estuardo, III conde de Lennox   | John Estuardo, III conde de Lennox   | John Estuardo, III conde de Lennox   | John Estuardo, III conde de Lennox   | John Estuardo, III conde de Lennox   |                                |                                | Enrique VII de Inglaterra | Enrique VII de Inglaterra | Enrique VII de Inglaterra | Enrique VII de Inglaterra | Enrique VII de Inglaterra            | Enrique VII de Inglaterra            |                                      |                                      | Isabel de York                       | Isabel de York                       | Isabel de York           | Isabel de York           | Isabel de York           | Isabel de York           |  |  |                            |                            |                            |                            |                            |                            |  |  |                        |                        |                        |                        |                        |                        |  |  |
| |                    |                    |                    |                    |                    |                    |                    |                        |                        |                                   |                                   |                                   |                                   |                                   |                                   |                             |                             |                    |                    |                       |                       |                       |                       | James Hamilton, II conde de Arran | James Hamilton, II conde de Arran | James Hamilton, II conde de Arran      | James Hamilton, II conde de Arran | James Hamilton, II conde de Arran | James Hamilton, II conde de Arran |                                  |                                  | John Estuardo, III conde de Lennox   | John Estuardo, III conde de Lennox   | John Estuardo, III conde de Lennox   | John Estuardo, III conde de Lennox   | John Estuardo, III conde de Lennox   | John Estuardo, III conde de Lennox   |                                |                                | Enrique VII de Inglaterra | Enrique VII de Inglaterra | Enrique VII de Inglaterra | Enrique VII de Inglaterra | Enrique VII de Inglaterra            | Enrique VII de Inglaterra            |                                      |                                      | Isabel de York                       | Isabel de York                       | Isabel de York           | Isabel de York           | Isabel de York           | Isabel de York           |  |  |                            |                            |                            |                            |                            |                            |  |  |                        |                        |                        |                        |                        |                        |  |  |
| |                    |                    |                    |                    |                    |                    |                    |                        |                        |                                   |                                   |                                   |                                   |                                   |                                   |                             |                             |                    |                    |                       |                       |                       |                       |                                   |                                   |                                        |                                   |                                   |                                   |                                  |                                  |                                      |                                      |                                      |                                      |                                      |                                      |                                |                                |                           |                           |                           |                           |                                      |                                      |                                      |                                      |                                      |                                      |                          |                          |                          |                          |  |  |                            |                            |                            |                            |                            |                            |  |  |                        |                        |                        |                        |                        |                        |  |  |
| |                    |                    |                    |                    |                    |                    |                    |                        |                        |                                   |                                   |                                   |                                   |                                   |                                   |                             |                             |                    |                    |                       |                       |                       |                       |                                   |                                   |                                        |                                   |                                   |                                   |                                  |                                  |                                      |                                      |                                      |                                      |                                      |                                      |                                |                                |                           |                           |                           |                           |                                      |                                      |                                      |                                      |                                      |                                      |                          |                          |                          |                          |  |  |                            |                            |                            |                            |                            |                            |  |  |                        |                        |                        |                        |                        |                        |  |  |
| |                    |                    |                    | Claudio I de Guisa | Claudio I de Guisa | Claudio I de Guisa | Claudio I de Guisa | Claudio I de Guisa     | Claudio I de Guisa     |                                   |                                   | Antonieta de Borbón-Vendome       | Antonieta de Borbón-Vendome       | Antonieta de Borbón-Vendome       | Antonieta de Borbón-Vendome       | Antonieta de Borbón-Vendome | Antonieta de Borbón-Vendome |                    |                    | Jacobo IV de Escocia  | Jacobo IV de Escocia  | Jacobo IV de Escocia  | Jacobo IV de Escocia  | Jacobo IV de Escocia              | Jacobo IV de Escocia              |                                        |                                   |                                   |                                   |                                  |                                  |                                      |                                      |                                      |                                      | Margarita Tudor                      | Margarita Tudor                      | Margarita Tudor                | Margarita Tudor                | Margarita Tudor           | Margarita Tudor           |                           |                           | Archibald Douglas, VI conde de Angus | Archibald Douglas, VI conde de Angus | Archibald Douglas, VI conde de Angus | Archibald Douglas, VI conde de Angus | Archibald Douglas, VI conde de Angus | Archibald Douglas, VI conde de Angus |                          |                          |                          |                          |  |  | Enrique VIII de Inglaterra | Enrique VIII de Inglaterra | Enrique VIII de Inglaterra | Enrique VIII de Inglaterra | Enrique VIII de Inglaterra | Enrique VIII de Inglaterra |  |  |                        |                        |                        |                        |                        |                        |  |  |
| |                    |                    |                    | Claudio I de Guisa | Claudio I de Guisa | Claudio I de Guisa | Claudio I de Guisa | Claudio I de Guisa     | Claudio I de Guisa     |                                   |                                   | Antonieta de Borbón-Vendome       | Antonieta de Borbón-Vendome       | Antonieta de Borbón-Vendome       | Antonieta de Borbón-Vendome       | Antonieta de Borbón-Vendome | Antonieta de Borbón-Vendome |                    |                    | Jacobo IV de Escocia  | Jacobo IV de Escocia  | Jacobo IV de Escocia  | Jacobo IV de Escocia  | Jacobo IV de Escocia              | Jacobo IV de Escocia              |                                        |                                   |                                   |                                   |                                  |                                  |                                      |                                      |                                      |                                      | Margarita Tudor                      | Margarita Tudor                      | Margarita Tudor                | Margarita Tudor                | Margarita Tudor           | Margarita Tudor           |                           |                           | Archibald Douglas, VI conde de Angus | Archibald Douglas, VI conde de Angus | Archibald Douglas, VI conde de Angus | Archibald Douglas, VI conde de Angus | Archibald Douglas, VI conde de Angus | Archibald Douglas, VI conde de Angus |                          |                          |                          |                          |  |  | Enrique VIII de Inglaterra | Enrique VIII de Inglaterra | Enrique VIII de Inglaterra | Enrique VIII de Inglaterra | Enrique VIII de Inglaterra | Enrique VIII de Inglaterra |  |  |                        |                        |                        |                        |                        |                        |  |  |
| |                    |                    |                    |                    |                    |                    |                    |                        |                        |                                   |                                   |                                   |                                   |                                   |                                   |                             |                             |                    |                    |                       |                       |                       |                       |                                   |                                   |                                        |                                   |                                   |                                   |                                  |                                  |                                      |                                      |                                      |                                      |                                      |                                      |                                |                                |                           |                           |                           |                           |                                      |                                      |                                      |                                      |                                      |                                      |                          |                          |                          |                          |  |  |                            |                            |                            |                            |                            |                            |  |  |                        |                        |                        |                        |                        |                        |  |  |
| |                    |                    |                    |                    |                    |                    |                    |                        |                        |                                   |                                   |                                   |                                   |                                   |                                   |                             |                             |                    |                    |                       |                       |                       |                       |                                   |                                   |                                        |                                   |                                   |                                   |                                  |                                  |                                      |                                      |                                      |                                      |                                      |                                      |                                |                                |                           |                           |                           |                           |                                      |                                      |                                      |                                      |                                      |                                      |                          |                          |                          |                          |  |  |                            |                            |                            |                            |                            |                            |  |  |                        |                        |                        |                        |                        |                        |  |  |
| Francisco de Guisa | Francisco de Guisa | Francisco de Guisa | Francisco de Guisa | Francisco de Guisa | Francisco de Guisa |                    |                    | Carlos de Lorena-Guisa | Carlos de Lorena-Guisa | Carlos de Lorena-Guisa            | Carlos de Lorena-Guisa            | Carlos de Lorena-Guisa            | Carlos de Lorena-Guisa            |                                   |                                   | María de Guisa              | María de Guisa              | María de Guisa     | María de Guisa     | María de Guisa        | María de Guisa        |                       |                       | Jacobo V de Escocia               | Jacobo V de Escocia               | Jacobo V de Escocia                    | Jacobo V de Escocia               | Jacobo V de Escocia               | Jacobo V de Escocia               |                                  |                                  | Matthew Estuardo, IV conde de Lennox | Matthew Estuardo, IV conde de Lennox | Matthew Estuardo, IV conde de Lennox | Matthew Estuardo, IV conde de Lennox | Matthew Estuardo, IV conde de Lennox | Matthew Estuardo, IV conde de Lennox |                                |                                | Margarita Douglas         | Margarita Douglas         | Margarita Douglas         | Margarita Douglas         | Margarita Douglas                    | Margarita Douglas                    |                                      |                                      | Eduardo VI de Inglaterra             | Eduardo VI de Inglaterra             | Eduardo VI de Inglaterra | Eduardo VI de Inglaterra | Eduardo VI de Inglaterra | Eduardo VI de Inglaterra |  |  | María I de Inglaterra      | María I de Inglaterra      | María I de Inglaterra      | María I de Inglaterra      | María I de Inglaterra      | María I de Inglaterra      |  |  | Isabel I de Inglaterra | Isabel I de Inglaterra | Isabel I de Inglaterra | Isabel I de Inglaterra | Isabel I de Inglaterra | Isabel I de Inglaterra |  |  |
| Francisco de Guisa | Francisco de Guisa | Francisco de Guisa | Francisco de Guisa | Francisco de Guisa | Francisco de Guisa |                    |                    | Carlos de Lorena-Guisa | Carlos de Lorena-Guisa | Carlos de Lorena-Guisa            | Carlos de Lorena-Guisa            | Carlos de Lorena-Guisa            | Carlos de Lorena-Guisa            |                                   |                                   | María de Guisa              | María de Guisa              | María de Guisa     | María de Guisa     | María de Guisa        | María de Guisa        |                       |                       | Jacobo V de Escocia               | Jacobo V de Escocia               | Jacobo V de Escocia                    | Jacobo V de Escocia               | Jacobo V de Escocia               | Jacobo V de Escocia               |                                  |                                  | Matthew Estuardo, IV conde de Lennox | Matthew Estuardo, IV conde de Lennox | Matthew Estuardo, IV conde de Lennox | Matthew Estuardo, IV conde de Lennox | Matthew Estuardo, IV conde de Lennox | Matthew Estuardo, IV conde de Lennox |                                |                                | Margarita Douglas         | Margarita Douglas         | Margarita Douglas         | Margarita Douglas         | Margarita Douglas                    | Margarita Douglas                    |                                      |                                      | Eduardo VI de Inglaterra             | Eduardo VI de Inglaterra             | Eduardo VI de Inglaterra | Eduardo VI de Inglaterra | Eduardo VI de Inglaterra | Eduardo VI de Inglaterra |  |  | María I de Inglaterra      | María I de Inglaterra      | María I de Inglaterra      | María I de Inglaterra      | María I de Inglaterra      | María I de Inglaterra      |  |  | Isabel I de Inglaterra | Isabel I de Inglaterra | Isabel I de Inglaterra | Isabel I de Inglaterra | Isabel I de Inglaterra | Isabel I de Inglaterra |  |  |
| |                    |                    |                    |                    |                    |                    |                    |                        |                        |                                   |                                   |                                   |                                   |                                   |                                   |                             |                             |                    |                    |                       |                       |                       |                       |                                   |                                   |                                        |                                   |                                   |                                   |                                  |                                  |                                      |                                      |                                      |                                      |                                      |                                      |                                |                                |                           |                           |                           |                           |                                      |                                      |                                      |                                      |                                      |                                      |                          |                          |                          |                          |  |  |                            |                            |                            |                            |                            |                            |  |  |                        |                        |                        |                        |                        |                        |  |  |
| |                    |                    |                    |                    |                    |                    |                    |                        |                        |                                   |                                   |                                   |                                   |                                   |                                   |                             |                             |                    |                    |                       |                       |                       |                       |                                   |                                   |                                        |                                   |                                   |                                   |                                  |                                  |                                      |                                      |                                      |                                      |                                      |                                      |                                |                                |                           |                           |                           |                           |                                      |                                      |                                      |                                      |                                      |                                      |                          |                          |                          |                          |  |  |                            |                            |                            |                            |                            |                            |  |  |                        |                        |                        |                        |                        |                        |  |  |
| |                    |                    |                    |                    |                    |                    |                    |                        |                        | Jacobo Estuardo, I conde de Moray | Jacobo Estuardo, I conde de Moray | Jacobo Estuardo, I conde de Moray | Jacobo Estuardo, I conde de Moray | Jacobo Estuardo, I conde de Moray | Jacobo Estuardo, I conde de Moray |                             |                             | María I de Escocia | María I de Escocia | María I de Escocia    | María I de Escocia    | María I de Escocia    | María I de Escocia    |                                   |                                   |                                        |                                   |                                   |                                   |                                  |                                  |                                      |                                      | Enrique Estuardo, lord Darnley       | Enrique Estuardo, lord Darnley       | Enrique Estuardo, lord Darnley       | Enrique Estuardo, lord Darnley       | Enrique Estuardo, lord Darnley | Enrique Estuardo, lord Darnley |                           |                           |                           |                           |                                      |                                      |                                      |                                      |                                      |                                      |                          |                          |                          |                          |  |  |                            |                            |                            |                            |                            |                            |  |  |                        |                        |                        |                        |                        |                        |  |  |
| |                    |                    |                    |                    |                    |                    |                    |                        |                        | Jacobo Estuardo, I conde de Moray | Jacobo Estuardo, I conde de Moray | Jacobo Estuardo, I conde de Moray | Jacobo Estuardo, I conde de Moray | Jacobo Estuardo, I conde de Moray | Jacobo Estuardo, I conde de Moray |                             |                             | María I de Escocia | María I de Escocia | María I de Escocia    | María I de Escocia    | María I de Escocia    | María I de Escocia    |                                   |                                   |                                        |                                   |                                   |                                   |                                  |                                  |                                      |                                      | Enrique Estuardo, lord Darnley       | Enrique Estuardo, lord Darnley       | Enrique Estuardo, lord Darnley       | Enrique Estuardo, lord Darnley       | Enrique Estuardo, lord Darnley | Enrique Estuardo, lord Darnley |                           |                           |                           |                           |                                      |                                      |                                      |                                      |                                      |                                      |                          |                          |                          |                          |  |  |                            |                            |                            |                            |                            |                            |  |  |                        |                        |                        |                        |                        |                        |  |  |
| |                    |                    |                    |                    |                    |                    |                    |                        |                        |                                   |                                   |                                   |                                   |                                   |                                   |                             |                             |                    |                    |                       |                       |                       |                       |                                   |                                   |                                        |                                   |                                   |                                   |                                  |                                  |                                      |                                      |                                      |                                      |                                      |                                      |                                |                                |                           |                           |                           |                           |                                      |                                      |                                      |                                      |                                      |                                      |                          |                          |                          |                          |  |  |                            |                            |                            |                            |                            |                            |  |  |                        |                        |                        |                        |                        |                        |  |  |
| |                    |                    |                    |                    |                    |                    |                    |                        |                        |                                   |                                   |                                   |                                   |                                   |                                   |                             |                             |                    |                    |                       |                       |                       |                       |                                   |                                   | Jacobo I de Inglaterra y VI de Escocia |                                   |                                   |                                   |                                  |                                  |                                      |                                      |                                      |                                      |                                      |                                      |                                |                                |                           |                           |                           |                           |                                      |                                      |                                      |                                      |                                      |                                      |                          |                          |                          |                          |  |  |                            |                            |                            |                            |                            |                            |  |  |                        |                        |                        |                        |                        |                        |  |  |